# Annibale Carracci
Pour les articles homonymes, voir Carracci.
Annibale Carracci, en français Annibal Carrache, né à Bologne (Émilie-Romagne) en 1560 et mort à Rome en 1609, est un peintre italien du Baroque.
Avec Le Caravage, auquel il a été opposé dès le XVIIe siècle, il est considéré comme le rénovateur de la peinture italienne à la fin du XVIe siècle. En antithèse avec le maniérisme tardif, il reprend la grande tradition de la peinture italienne du XVIe siècle, réussissant une synthèse originale des multiples écoles de la Renaissance mature : Raphaël, Michel-Ange, Le Corrège, Titien et Paul Véronèse sont tous des artistes qui ont eu une influence notable sur son œuvre. La renaissance et, en même temps, la modernisation de cette grande tradition, ainsi que le retour de l'imitation de la réalité, sont les fondements de son art. Avec le Caravage et Pierre Paul Rubens, il pose les bases de la naissance de la peinture baroque, dont il est l'un des pères. Il utilise un style différent pour mettre en application les principes du Concile de Trente et se dégager du maniérisme finissant, donnant naissance à une nouvelle conception classique et naturaliste de la peinture, faisant définitivement basculer cet art dans le classicisme, qui devient l'une des grandes orientations de la peinture au XVIIe siècle.
Les relations avec son cousin Lodovico et son frère Agostino, tous deux excellents peintres avec lesquels il tient un atelier commun au début de sa carrière et avec qui il collabore à plusieurs reprises, sont d'une importance fondamentale dans le développement de sa carrière.

## Biographie

### Origines et débuts à Bologne

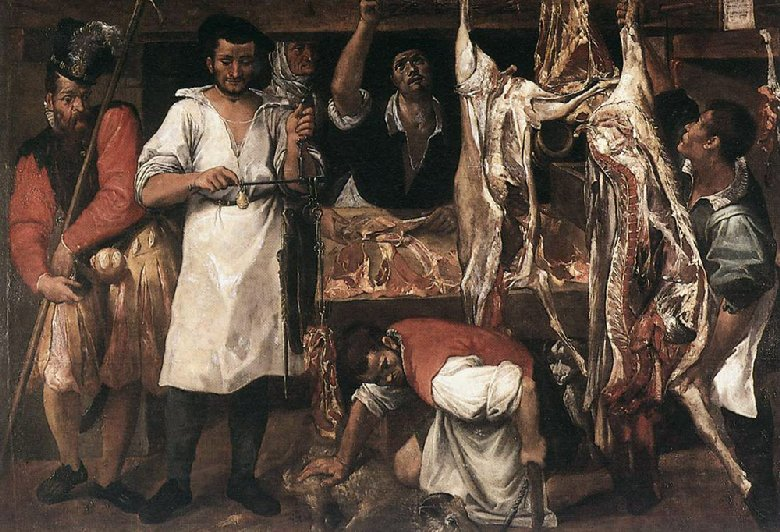
La Boucherie, vers 1585, Christ Church, Oxford.

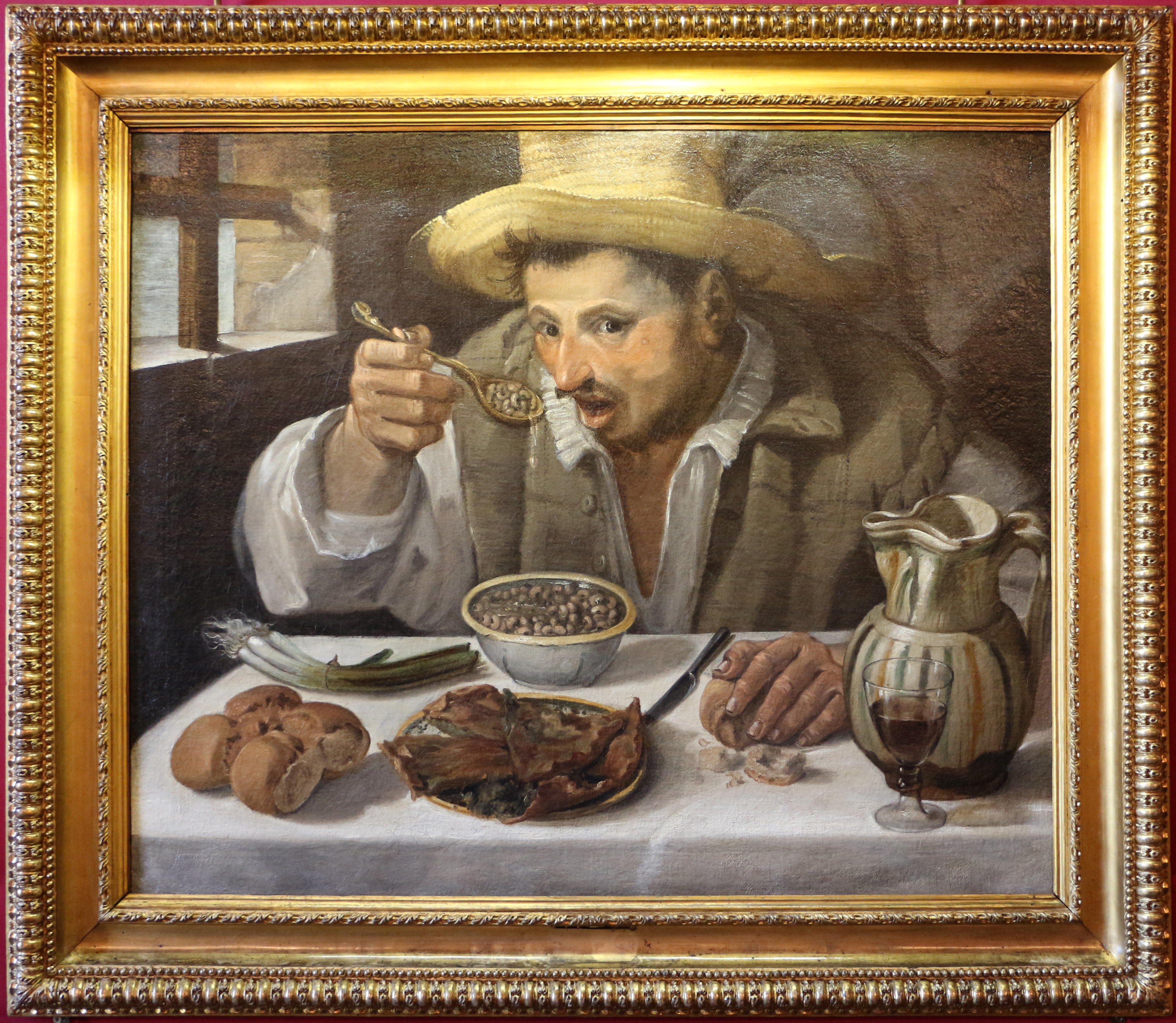
Le Mangeur de haricots, Palais Colonna, Rome.

Les Carrache sont originaires de Crémone et viennent d'une famille vouée par tradition à d'autres occupations que la peinture.
Annibal Carrache naît en 1560 à Bologne, d'Antonio, un tailleur de Crémone, qui a déménagé à Bologne avec son frère Vincenzo, boucher de profession et père de Lodovico Caracci. Bologne est alors une ville importante, deuxième centre de l'État pontifical et sujette à un contrôle très étroit de l'autorité ecclésiastique, notamment celle de l’archevêque Gabriele Paleotti, un des grands instigateurs du Concile de Trente. Celui-ci milite pour un art religieux simple et direct, à fonction essentiellement didactique, à l'opposé du courant maniériste alors en vigueur.
On ne sait rien de la formation initiale d'Annibale, même si, comme alternative à l'opinion largement répandue selon laquelle il aurait été l'élève de son cousin Ludovico, il est possible qu'elle se soit déroulée en dehors du cercle familial . Le début de la collaboration avec Lodovico et Agostino remonte au début des années 1580, quand Annibale a donc déjà plus de vingt ans et obtient une importante commande publique en 1583, improbable pour un presque débutant. Il semble donc concevable que, avant de créer un atelier avec son cousin et son frère, le plus jeune des Carracci ait effectué son premier apprentissage auprès d'autres maîtres, mais cette hypothèse, à ce jour, n'est prouvée par aucun document. Donald Posner, un des plus grands spécialistes de Carracci, suppose, sur la base de l’analyse stylistique des œuvres de jeunesse d’Annibale, qu’il ait pu avoir une brève expérience dans l’atelier de Bartolomeo Passarotti à la fin des années 1570.
Annibal Carrache, son frère Agostino, principalement graveur, et son cousin Lodovico sont influencés particulièrement par les artistes de Parme, Parmigianino et Le Corrège. C'est Lodovico, le plus âgé, qui le premier veut se libérer des formes maniéristes en faveur d'une peinture plus intime et plus directe. Mais après une formation auprès des peintres maniéristes Prospero Fontana et Bartolomeo Passarotti, Annibale, le plus jeune des trois, oriente les préambules de Lodovico dans une direction nettement subversive. D'autres personnalités, en particulier scientifiques, comme Ulisse Aldrovandi influenceront également son art.
La première œuvre certaine d'Annibale Carracci est un retable représentant la Crucifixion avec saints peint pour l'église bolognaise de San Nicolò (actuellement dans l'église Santa Maria della Carità), qui remonte à 1583. Ce n'est pas sa première œuvre ; elle fait l'objet de vives critiques de la part du milieu artistique bolonais pour le réalisme et la simplicité avec lesquels Annibale représente la Passion du Christ. L'historiographie moderne observe déjà dans cette première œuvre publique le rejet par le jeune peintre des conventions du maniérisme tardif et une première tentative de retour à la vérité.
Des peintures de genre remontent à la première période de l'activité d'Annibale, comme La Boucherie, aujourd'hui conservée à Christ Church (Oxford). Le thème n'est pas en soi nouveau : des œuvres sur des sujets similaires sont en effet présentes aussi bien dans les peintures de l'école flamande (comme, par exemple, celles de Joachim Bueckelaer), que dans les peintures de l'école italienne, comme celles de Bartolomeo Passerotti. La nouveauté de La Boucherie d'Annibale réside dans la représentation sobre du travail d'une boutique. Contrairement à ce qui se passe dans de nombreuses œuvres flamandes et italiennes plus ou moins contemporaines et avec des sujets similaires, Annibale ne peint pas les personnages avec des traits grotesques et des poses triviales, il préfère dépeindre la dignité des ouvriers de cette boucherie, montrant entre autres un intérêt particulier pour la réalité des choses.
Le Mangeur de haricots (Palais Colonna (Rome)) est une autre peinture de genre qui appartient peut-être aussi à cette période, aucun élément ne permettant une datation certaine et certains historiens, en particulier Silvia Ginzburg, supposant que l’œuvre peut appartenir à une phase plus mature de l'artiste. Elle représente peut-être Zanni, un personnage bien connu de la Commedia dell'arte .

### Partenariat avec Lodovico et Agostino et l'Académie bolonaise des Incamminati

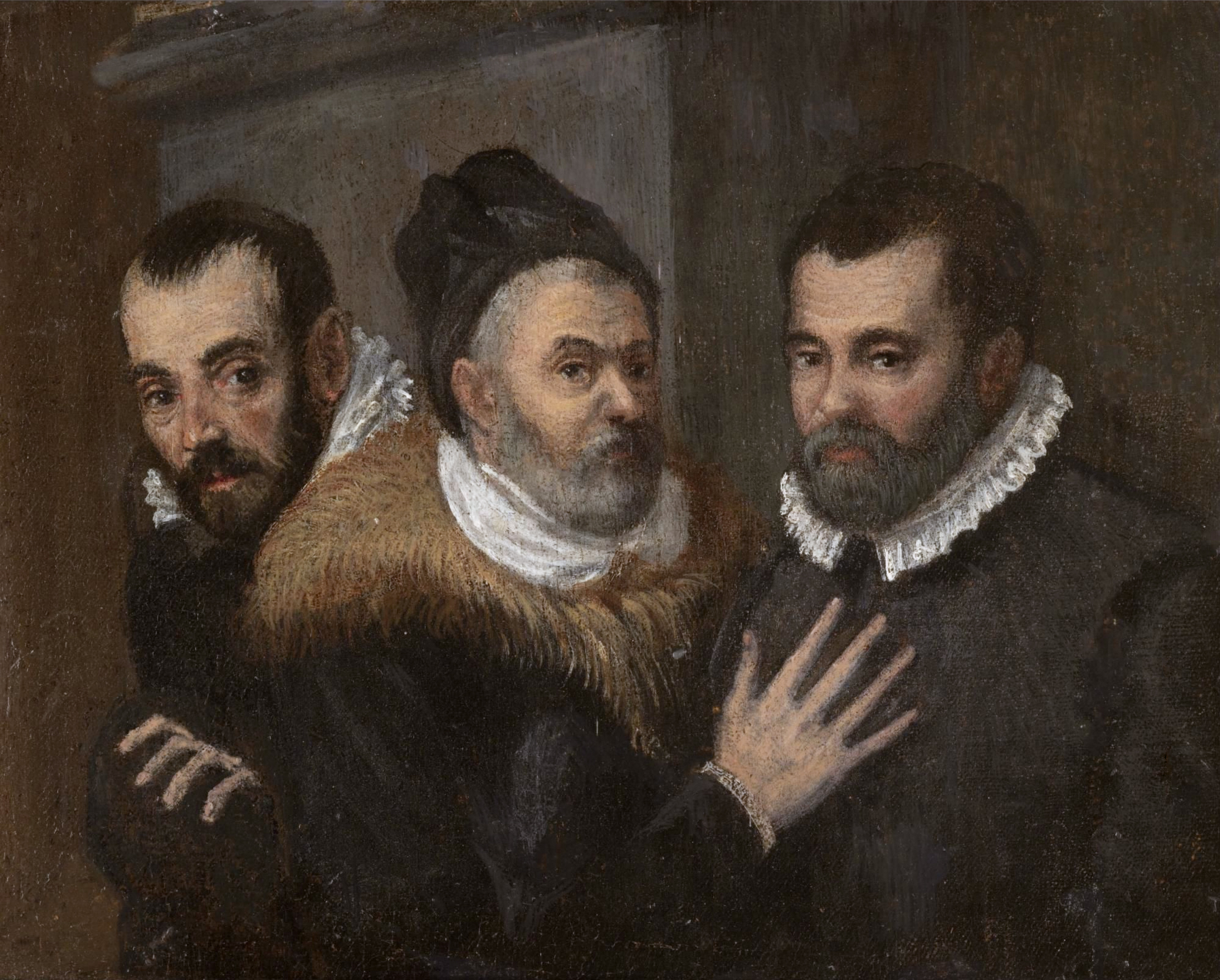
Annibale, Agostino et Lodovico Carracci, école bolognaise, XVIIe siècle, collection particulière.

Les débuts d'Annibale Carracci sur la scène artistique sont étroitement liés à l'activité de son frère Agostino et de son cousin Lodovico. Ensemble, au début des années 1580, les trois cousins créent une école appelée d'abord l' Accademia dei Desiderosi, puis l'Académie bolonaise des Incamminati .
L'académie des trois jeunes cousins, alors encore au début de leur carrière respective, ne doit pas être comparée aux académies officielles, comme la célèbre Académie du dessin de Florence. Il s'agit plutôt d'une école/atelier privé, probablement dirigé par Lodovico, l'aîné des Carracci, où, contrairement à ce qui se passe dans les véritables académies, alors liées aux canons picturaux maniéristes tardifs, l'imitation de la réalité est encouragée et les étudiants incités à observer et à étudier les œuvres des grands maîtres de la Renaissance d'une manière nouvelle, sans répéter les formules de la maniera désormais dépourvues de potentiel créatif.
La fondation de l’Académie bolonaise des Incamminati par les Carracci constitue un évènement majeur pour l'art. En effet, cette institution n'est pas un simple bottega, une réunion d'artisans, comme on en trouve à la renaissance, mais elle regroupe aussi des médecins, des astronomes, des philosophes, dans le but de créer des artistes cultivés. L'Académie devient une véritable école, où les élèves apprennent à dessiner d'après le nu et des modèles célèbres, et une institution culturelle, qui permet la conception et la diffusion d’une théorie et d’un style artistiques novateurs. La doctrine de l'Académie se résume en trois points : le retour à l’étude de la nature, l'étude des grands maîtres du passé et l'étude de l’Antique, tout ceci s'inscrivant dans une recherche du beau idéal. Ces principes seront repris par les artistes de l'école de peinture de Bologne et, pendant plus de deux siècles et demi, surtout en France. « Écrire l'histoire des Carrache et de leurs disciples est presque écrire l'histoire de la peinture en Italie pour les deux siècles qui suivirent » dira même Luigi Lanzi dans son Histoire de la peinture en Italie (1792). L'Académie est également un vivier de talents très important : certains des meilleurs peintres italiens du début du XVIIe siècle se targuent d'avoir fait leur apprentissage chez les cousins Carracci.
Outre sa production artistique personnelle, Annibale collabore à plusieurs reprises avec ses proches à des œuvres collectives. La première d'entre elles, en 1584, est la décoration à fresque du palais Fava, à Bologne. Selon ce que rapportent les sources, et notamment Carlo Cesare Malvasia dans son livre Felsina Pittrice, cette commission est confiée aux trois Carracci grâce à l'intermédiation d'Annibale et du père d'Agostino, qui est un homme de confiance de Filippo Fava, le propriétaire du palais. Les cousins y décorent, pour la première fois, deux salles, avec les Histoires de Jupiter et d'Europe dans l'une et les Histoires de Jason et Médée dans l'autre. Malgré les efforts des chercheurs, il est à ce jour presque impossible de distinguer avec certitude les mains des trois peintres actifs dans ce cycle pictural.

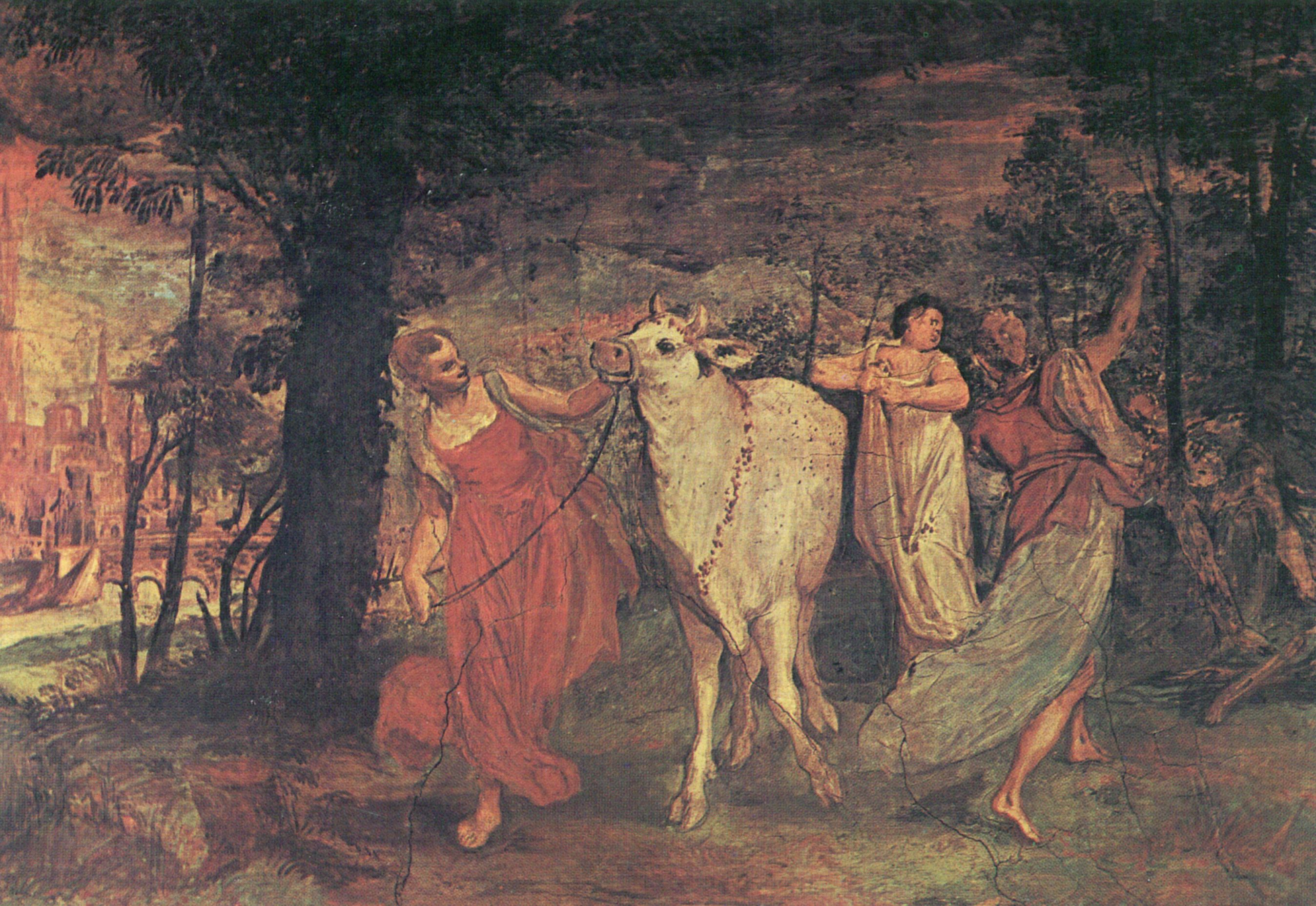
Annibale, Lodovico et Agostino Carracci, Europe enlève Jupiter, palais Fava, musée médiéval de Bologne
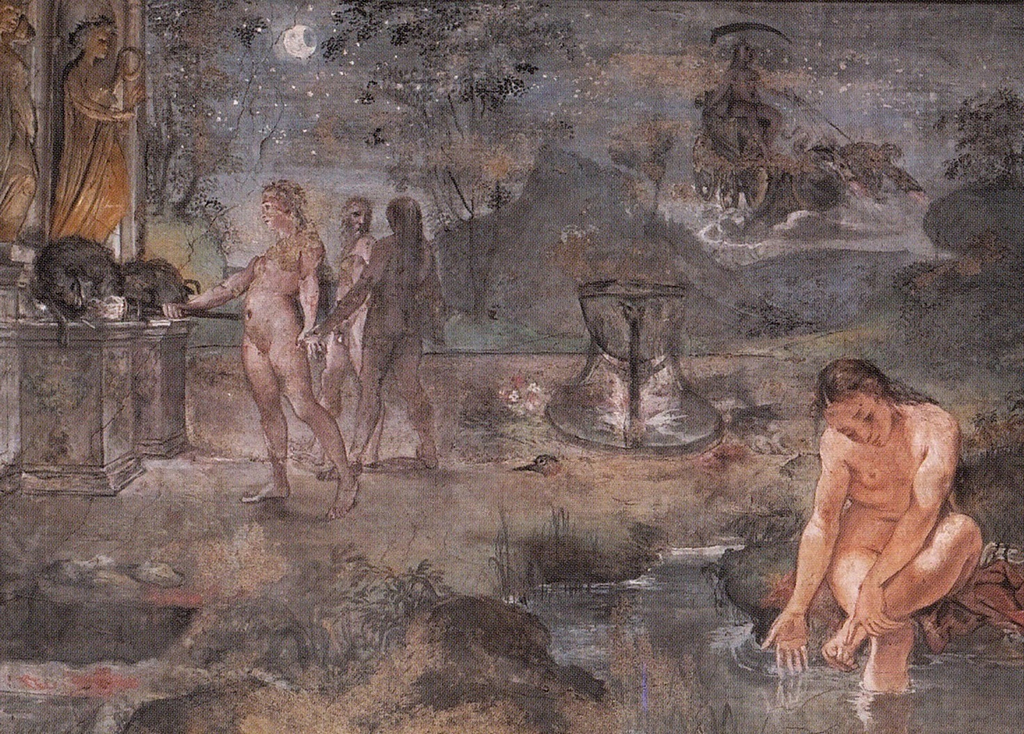
Annibale, Lodovico et Agostino Carracci, LaTranse de Medée, palais Fava, musée médiéval de Bologne

### Succès en Émilie

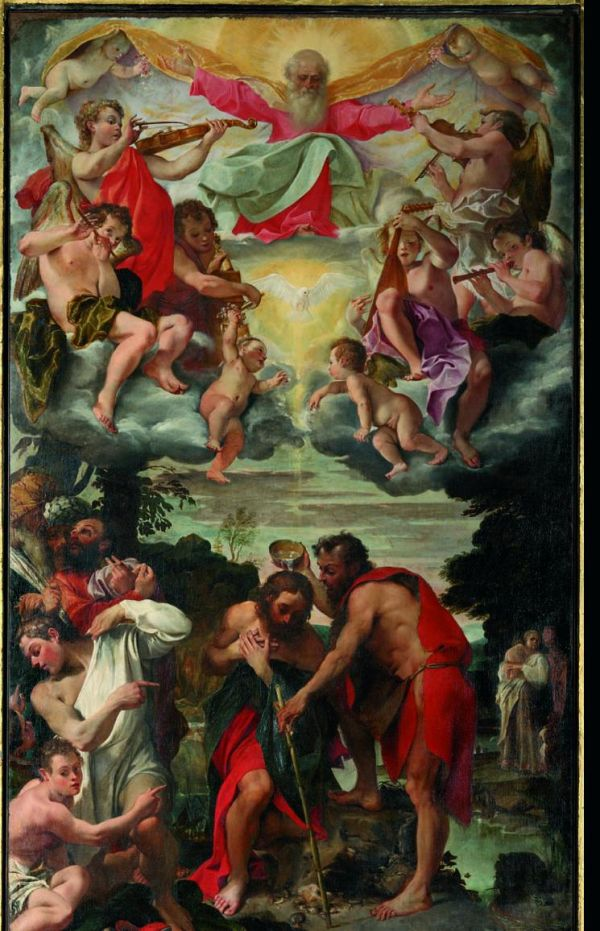
Baptême du Christ, 1585, église San Gregorio, Bologne.

Les années 1580 sont aussi des années de voyages pour Annibale. Deux séjours marqueront ses futurs développements artistiques :  d'abord Parme, où il perfectionne sa connaissance de la peinture du Corrège et où il exécute quelques œuvres, et ensuite Venise, où le jeune peintre admire les chefs-d'œuvre des grands maîtres vénitiens du siècle se terminant. Le Corrège et Véronèse sont ses principales références dans ses années émiliennes .
À Parme, Annibale obtient la mission (selon certaines sources avec son frère Agostino) de reproduire sur toile les fresques de l’abside de l’abbaye Saint-Jean-l'Évangéliste, peintes par le Corrège dans les années 1520, et destinées à la destruction pour agrandir le chœur de l’église, comme cela se produit effectivement en 1587,. Plusieurs peintures proviennent des fresques détruites (Vierge couronnée et  Christ couronnant la Vierge à la Galerie nationale de Parme, figures de saints au musée de Capodimonte et groupes de têtes à la National Gallery de Londres), mais la critique n’est pas d’accord sur le fait qu’il s’agit des copies dont témoignent Giovanni Pietro Bellori et Carlo Cesare Malvasia.
Le Baptême du Christ de 1585, créé pour l'église San Gregorio de Bologne, est la première œuvre significative dans laquelle l'influence du Corrège se fait sentir. La Déposition avec la Vierge et les saints Claire, François, Madeleine et Jean , créée par Annibale la même année pour l'église des Capucins de Parme (et maintenant à la Galerie nationale de Parme est un autre hommage, plus évident, au Corrège, et en particulier à sa Déploration du Christ.
Au cours de cette période, Annibale reçoit également des commandes autres qu'ecclésiastiques, comme l' Allégorie de la Vérité et du Temps (1584-1585).
Peu de temps après, il obtient également d'importantes commandes à Reggio d'Émilie, où, en 1587, il exécute un grand retable représentant l'Assomption de la Vierge pour la confrérie de San Rocco. Il y entre en relation avec Gabriele Bombasi, un homme lié à la cour de Ranuce Ier Farnèse, duc de Parme, dont il a été le précepteur, ce qui crée probablement le lien avec la famille Farnèse et qui provoquera quelques années plus tard, l'appel d'Annibale à Rome : ce contact est d'une importance capitale pour le développement futur de sa carrière artistique.

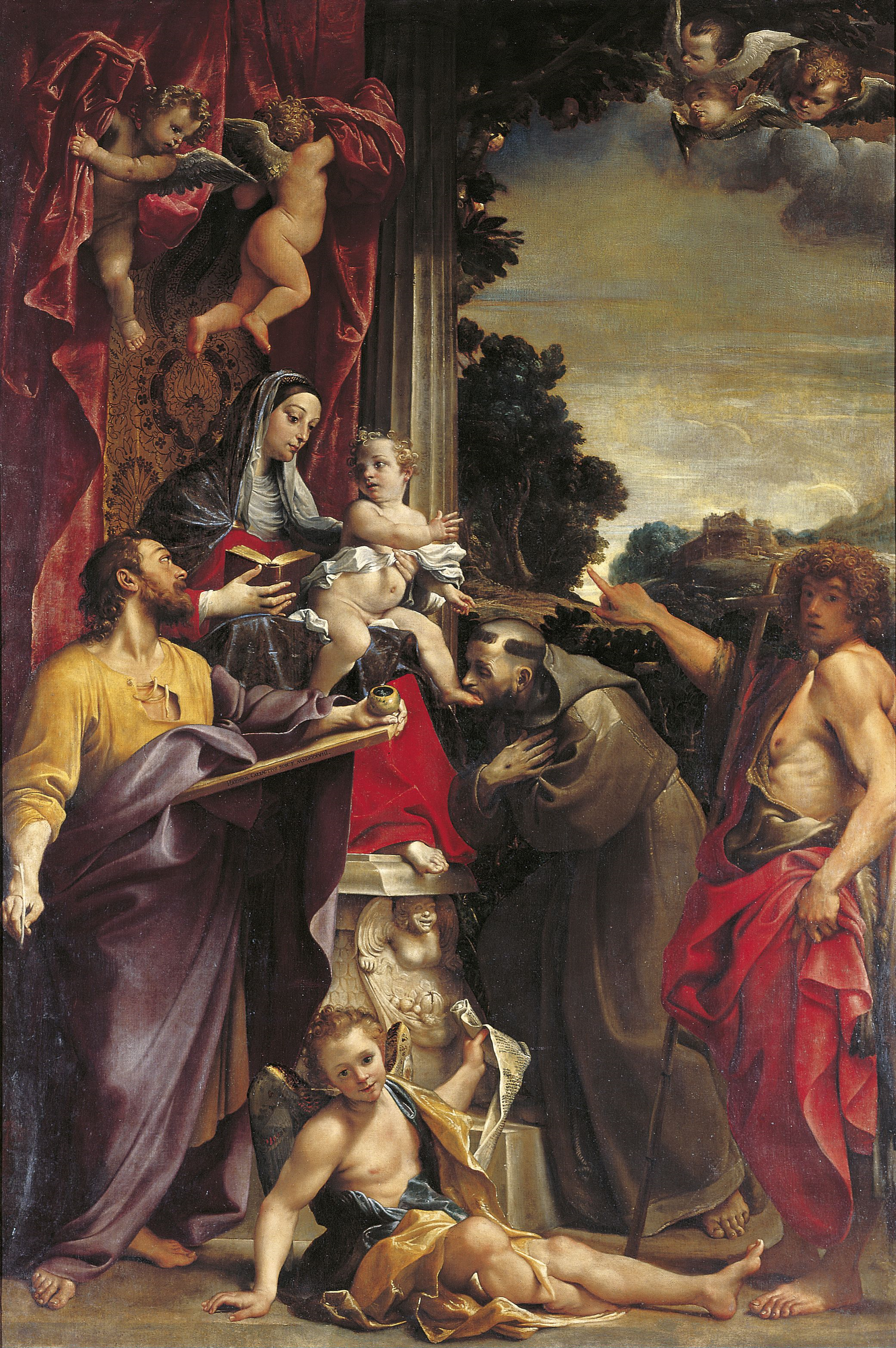
La Vierge trônant avec l'Enfant et les saints, 1588, Gemäldegalerie Alte Meister, Dresde.

Vers 1588, la peinture d'Annibale s'oriente résolument vers le goût pictural vénitien représenté principalement par Paul Véronèse. La Vierge trônant avec l'Enfant et les saints, une œuvre créée pour Reggio Emilia et maintenant à la Gemäldegalerie Alte Meister de Dresde, inaugure cette nouvelle phase de sa trajectoire artistique. Elle montre une forte proximité avec le Mariage mystique de Sainte Catherine d'Alexandrie de Carlo Caliari (vers 1575), aujourd'hui conservée aux Galeries de l'Académie de Venise. Dans les années suivantes et jusqu'à son déménagement à Rome, la peinture vénitienne sera une référence décisive pour Annibale.

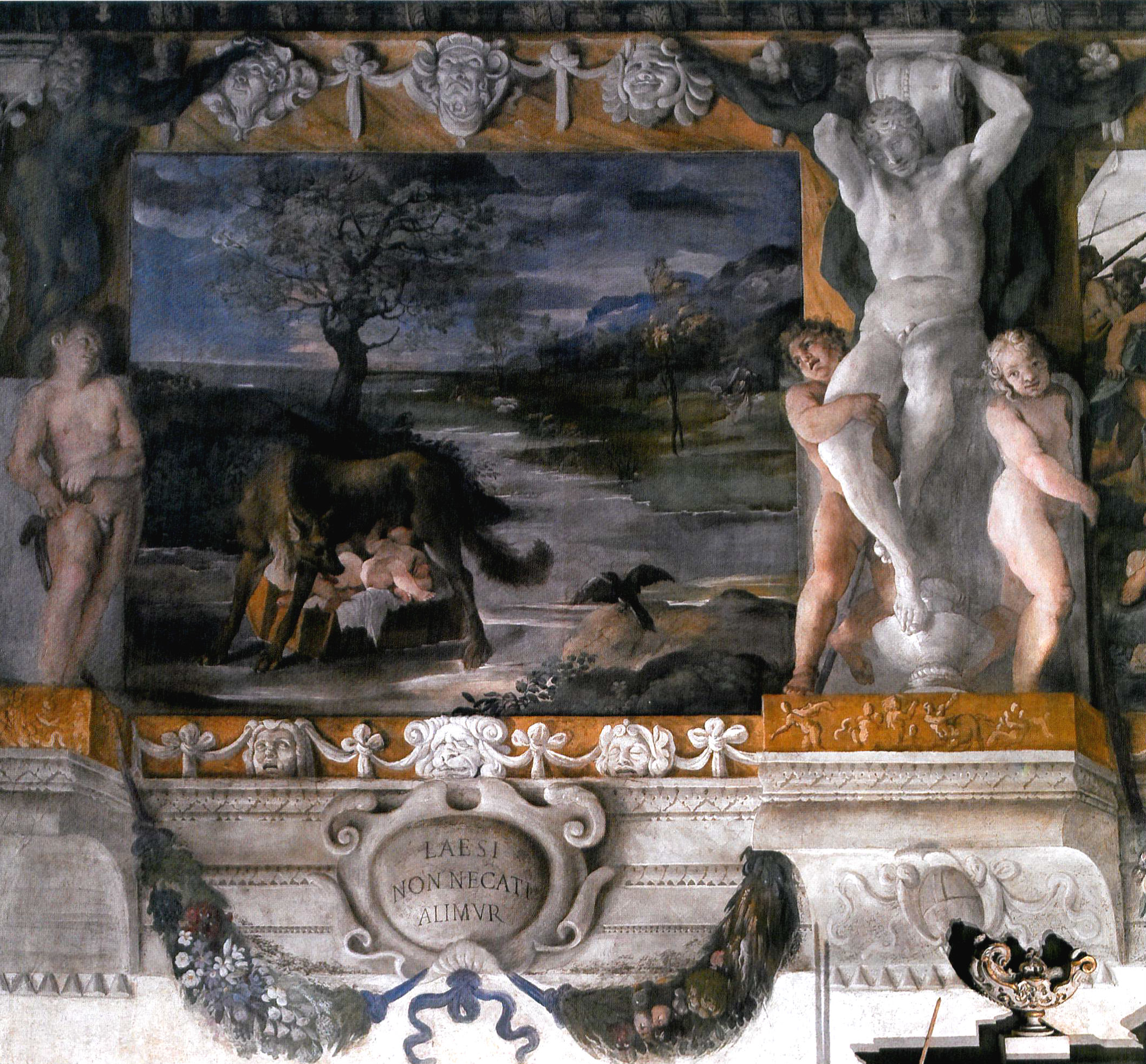
Romulus et Remus nourris par la louve, 1589-1592, fresques du palais Magnani, Bologne.

Entre 1589 et 1592, Annibale retourne travailler avec son frère et son cousin sur les fresques du palais Magnani à Bologne, où tous trois créent une frise avec les Histoires de la Fondation de Rome. Comme dans les précédentes du Palais Fava, l'œuvre présente, dans les différents panneaux qui la composent, une unité stylistique substantielle et par conséquent, dans ce cas également, l'attribution des différentes scènes à l'un ou l'autre des Carrache ne fait pas l'objet d'une vision partagée.
En 1593, le peintre réalise un retable représentant la Vierge à l'Enfant trônant avec des saints (également connu sous le nom de Retable de San Giorgio, du nom de l'église bolognaise à laquelle il était initialement destiné), tableau dans lequel certains critiques voient une contribution plus ou moins importantes de son élève Lucio Massari, mais qui a finalement été réattribué complètement à Annibale. Ce retable est l’une des rares œuvres bolognaises à faire l’objet d’un éloge résolu de la part de Bellori ; l’historien, en effet, est toujours plutôt avare en éloges envers l’activité émilienne de Carracci, considérant que le génie d’Annibale ne trouve sa pleine réalisation qu’après son installation à Rome.
La même année, il termine la La Résurrection du Christ, une œuvre qui marque définitivement sa maturité et qui se distingue également par la maîtrise avec laquelle le groupe de soldats romains gardant le tombeau est représenté, en partie endormis et en partie stupéfaits par l'événement. Annibale y donne un exemple notable de sa capacité de composition et de maîtrise des raccourcis .
À peu près à la même époque, il retourne avec son frère et son cousin au palais Fava, lieu de la première œuvre commune des Carracci, pour peindre une autre pièce avec une frise dédiée aux Histoires d'Énée.
Probablement entre 1593 et 1594, toujours avec Lodovico et Agostino, il décore le palais Sampieri à Bologne, peignant dans trois pièces, réalisant une fresque au plafond et une sur la hotte de la cheminée dans chaque pièce. La commande, en plus de la décoration murale, comprend la création de trois grandes toiles - et dans ce cas également, chacun des Carrache doit en créer une individuellement - qui serviront de dessus-de-porte dans chacune des pièces concernée par la campagne décorative. À cet effet, Annibale crée Le Christ et la Samaritaine (aujourd'hui à la Pinacothèque de Brera). Quant aux fresques, entièrement dédiées aux histoires d'Hercule, la scène d' Hercule guidé par la Vertu au plafond et celle où Hercule punit Cacus sur la cheminée sont de sa main .
L'Aumône de saint Roch est son œuvre finale de la période émilienne, considérée un chef-d'œuvre de cette phase de son activité. Le tableau, achevé en 1595 (bien que commandé bien plus tôt), a été créé pour la confrérie de San Rocco de Reggio Emilia (il est aujourd'hui conservé à la Gemäldegalerie Alte Meister à Dresde). Il s'agit du plus grand tableau du peintre (fresques mises à part). Dans la composition monumentale, une foule nécessiteuse et abandonnée s'approche du saint qui se dépouille de tous ses biens. Selon Denis Mahon, l' Aumône de Saint Roch est une œuvre d'importance capitale pour la peinture baroque naissante, « la première grande composition multifigurée du baroque » comme la définit l'historien anglais. De plus, elle a dû profondément marquer les peintres de l'époque comme en témoigne le nombre élevé de gravures tirées du tableau.

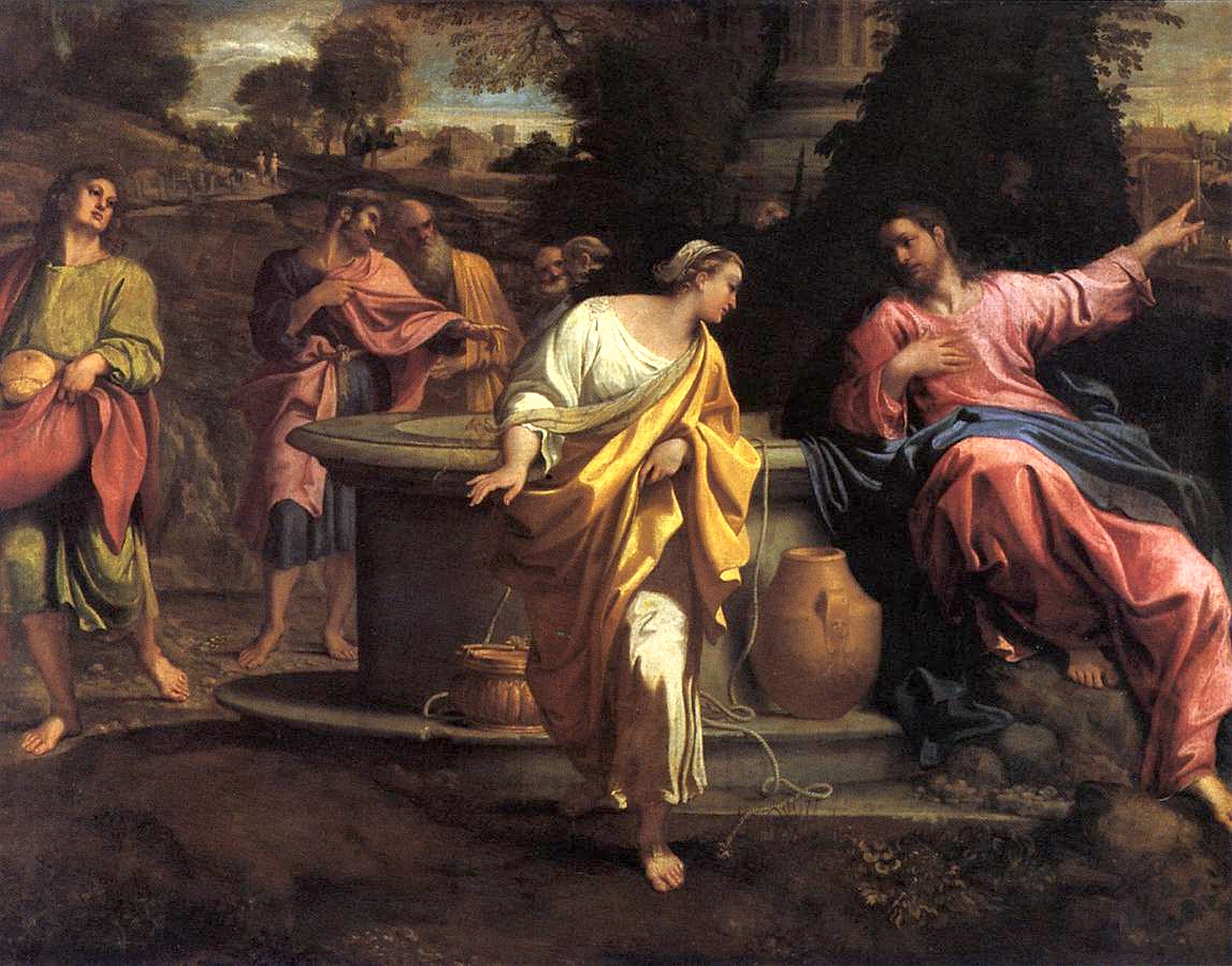
Le Christ et la Samaritaine, vers 1593-1594, Pinacothèque de Brera, Milan
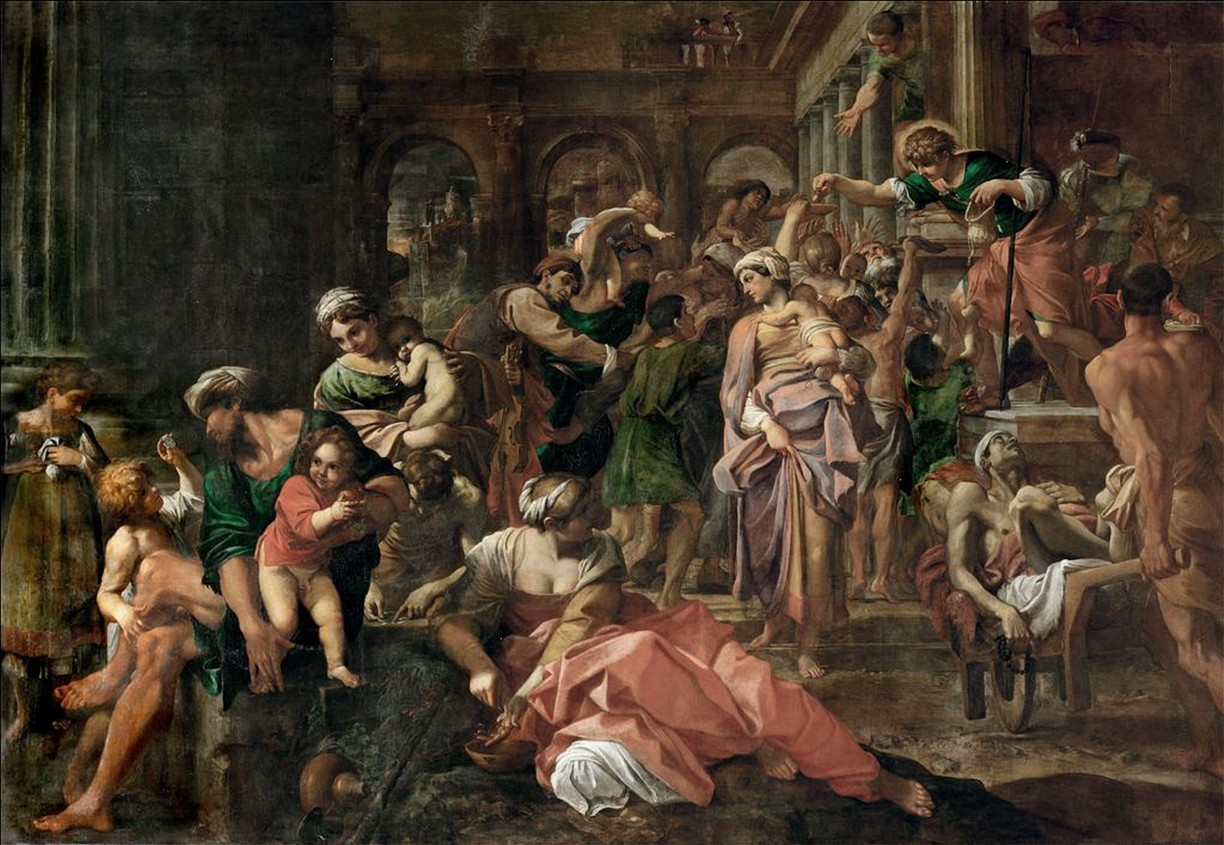
Aumône de saint Roch, 1595, Gemäldegalerie Alte Meister, Dresde

### La contre-réforme
À la fin de cette période, le plus jeune Carracci est l'un des peintres les plus demandés et appréciés du panorama artistique bolognais (et émilien en général). Parmi les raisons de ce succès, figure également sa capacité à s'adapter aux nouveaux besoins artistiques dictés par l'esprit de la Contre-Réforme.
C'est précisément à Bologne qu'est rédigé par le cardinal Gabriele Paleotti, archevêque de la ville, l'un des textes les plus significatifs sur les préceptes de l'art de la contre-réforme, le Discours sur images sacrées et profanes (1582), dans les années où Annibale fait ses débuts.
L'inclination d'Annibale pour la vérité et sa répulsion pour l'artificialité maniériste tardive lui fournissent un atout pertinent et naturel pour intercepter l'air du temps et s'imposer sur l'establishment artistique local qui, conditionné par de nombreuses années d' « erreurs et de perversité » (pour reprendre les mots de Paleotti), ne démontre pas la même capacité.

### Arrivée à Rome

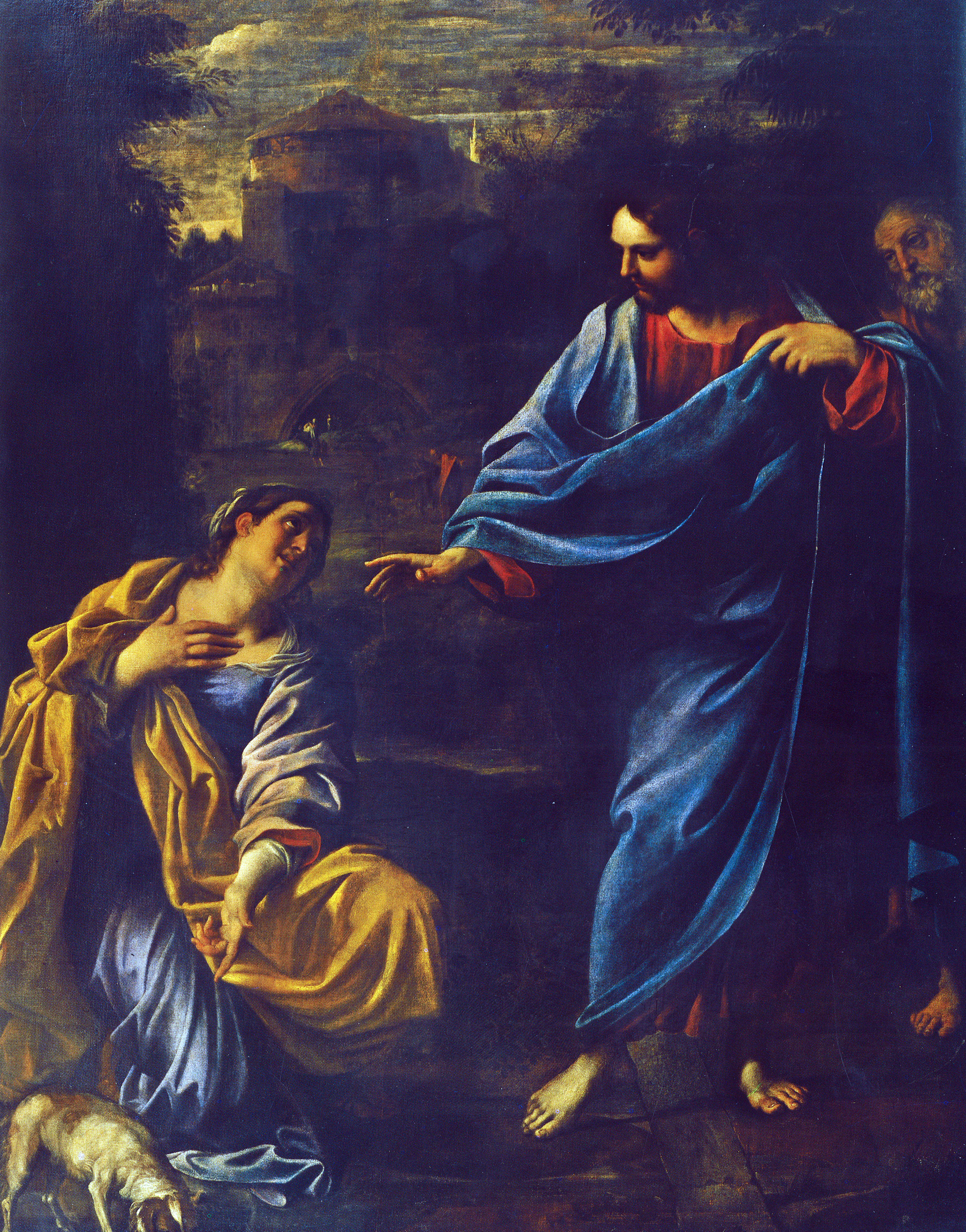
Le Christ et le Cananéen, 1595, Palazzo Comunale, Parme.

Les fresques monumentales de Bologne et les autres œuvres émiliennes donnent une grande notoriété à Annibale, à tel point que le cardinal Édouard Farnèse, peut-être sur les conseils de l'érudit de Reggio Emilia Gabriele Bombasi qui connait bien le peintre depuis des années, le commissionne avec son frère Agostino pour décorer l'étage noble du palais Farnèse à Rome.
Annibale fait un premier bref séjour dans la ville en 1594, peut-être pour parfaire les accords avec le cardinal Farnèse et se faire une idée du lieu où il devra opérer. Selon certaines sources, il exécute déjà à cette occasion un tableau pour son nouveau mécène, Le Christ et le Cananéen, qui est placé dans la chapelle privée du palais Farnèse (aujourd'hui conservé à Parme) et qui constituerait donc sa première œuvre romaine, ainsi que la première d'une longue série créée dans les années suivantes pour le cardinal.
Après ce premier contact avec Rome, Annibale retourne en Émilie pour achever ses travaux en cours, puis, avec son frère, s'installe définitivement à Rome entre la fin de 1595 et le début de 1596.
Sa renommée dans la ville commence à se répandre grâce à une commande de Bombasi, qui lui est confiée lors de la première campagne décorative du palais Farnèse, sa Sainte Marguerite réalisée pour la chapelle achetée par l'érudit de Reggio dans l'église Santa Caterina dei Funari (où elle se trouve encore). Il s'agit de la première œuvre romaine publique d'Annibale Carracci et, selon Bellori, le tableau suscite également l'admiration du Caravage qui, « après s'être arrêté longtemps pour le regarder, trancha et a dit : Je suis heureux qu'à mon époque Je vois aussi un peintre » .

### Décoration du palais Farnèse

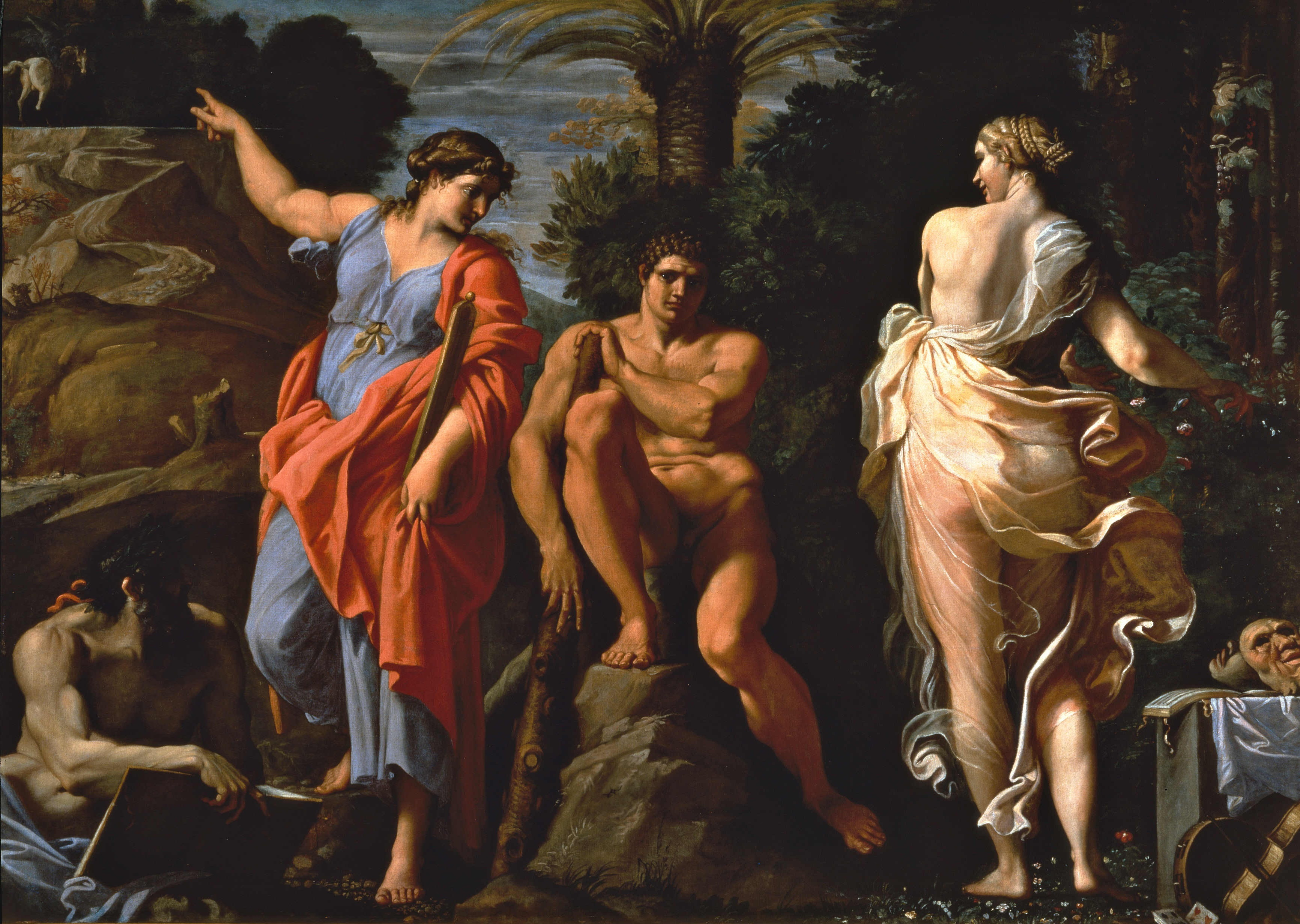
Le Choix d'Hercule, 1595-1596, musée de Capodimonte, Naples.

Le programme original pour la décoration du palais Farnèse, comme le précise une lettre du cardinal Édouard à son frère Ranuccio, duc de Parme, aurait dû concerner la célébration de la valeur militaire d'Alexandre Farnèse, leur père et vaillant chef, qui s'est couvert de gloire en Flandre à la tête des armées impériales, un programme en ligne avec la célébration des gloires de la famille, commencée par Francesco Salviati et complétée par Taddeo Zuccari dans les années 1560 .
Pour des raisons inconnues, ce projet est abandonné et la campagne décorative du palais commence, probablement à la fin de l'été 1595, par le camerino du cardinal, où est représenté un cycle allégorique mettant en vedette Hercule comme protagoniste. Comme Giovanni Baglione l'a noté, la décoration monochrome en faux stuc y  est admirable.
En plus de la décoration de la fresque, toujours pour le camerino du cardinal Farnèse, Annibale réalise une grande toile représentant Le Choix d'Hercule, placée au plafond de la pièce, où la figure du héros fait référence à la célèbre statue de l' Hercule Farnèse, alors encore au palais (le tableau a ensuite été retiré de son emplacement d'origine et se trouve aujourd'hui au musée de Capodimonte de Naples).

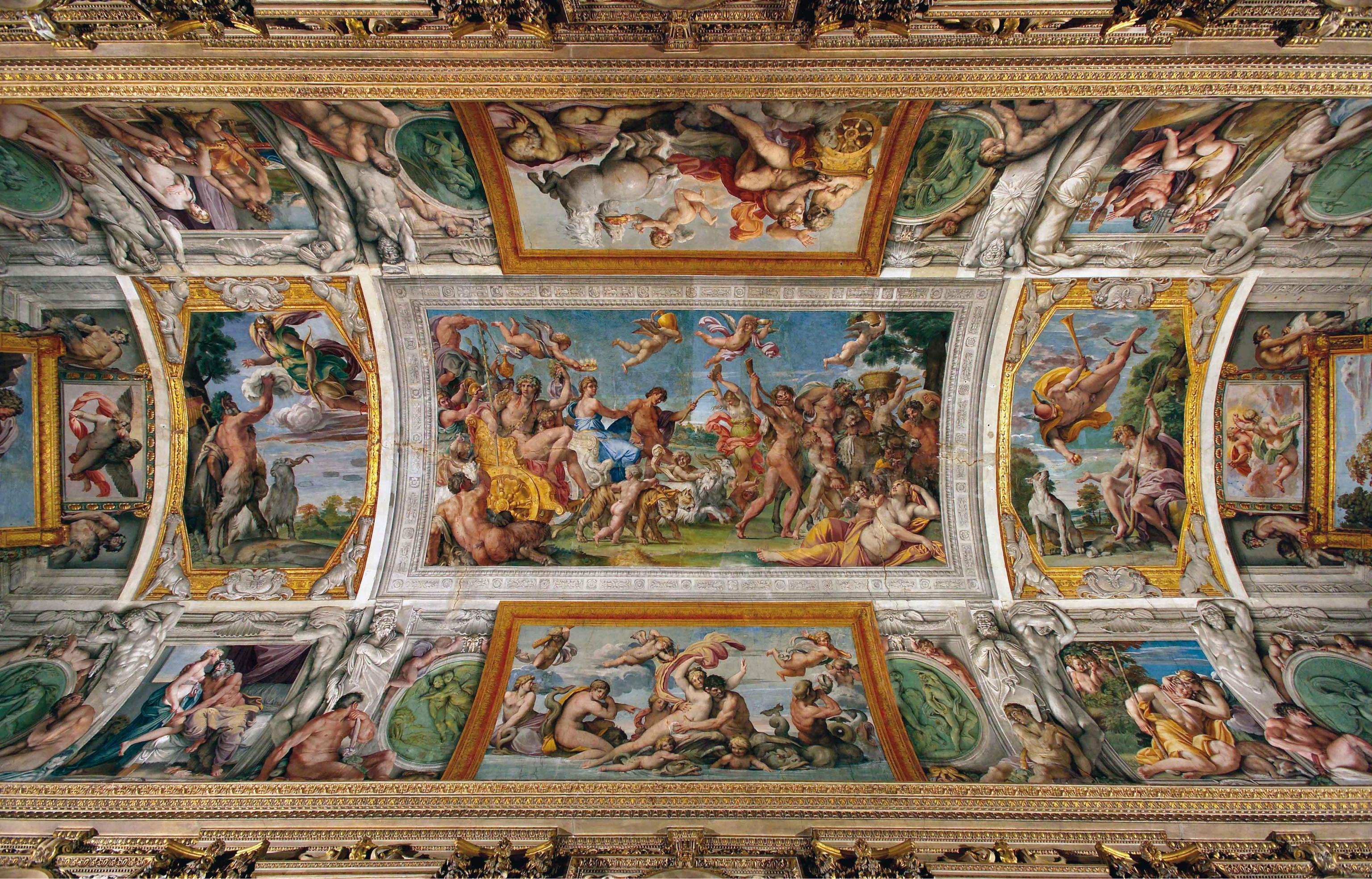
Voûte de la Galerie Farnèse, 1597-1601, palais Farnèse, Rome.

Dans le palais Farnèse lui-même, Annibale, en l'occurrence avec Agostino et probablement avec l'intervention de quelques assistants, commence alors à décorer la galerie. Les Amours des Dieux constituent le thème du cycle de fresques, qui culmine avec la scène représentant le Triomphe de Bacchus et d'Ariane au centre du plafond. Selon une hypothèse ultérieure, il a été créé pour célébrer le mariage entre le duc de Parme Ranuccio Farnèse, frère du cardinal, et Marguerite Aldobrandini, nièce de Clément VIII.
La source iconographique utilisée se trouve en grande partie dans les Métamorphoses d'Ovide, mais le sens allégorique complet du cycle n'est pas encore pleinement révélé, hormis la célébration générale de la force de l'amour qui conditionne tout (omnia vincit amor virgilien), y compris le sort des dieux .
Les fresques du palais Farnèse, sommet absolu de la carrière artistique d'Annibale Carracci, inspireront par la suite d'autres grands artistes, comme Giovanni Lanfranco, Pierre de Cortone, puis Andrea Pozzo et Baciccio, tous auteurs de spectaculaires voûtes ornées de fresques dans des églises et des palais, qui sont parmi les productions les plus admirables de la peinture baroque, dont les Amours d'Annibale sont l'incunable.
Si la voûte fut réalisée par le seul Annibale, les parois sont l'œuvre de sa famille et de trois de ses élèves, Guido Reni, Giovanni Lanfranco et le Dominiquin. On trouve à ses côtés quelques peintres bolonais accourus à Rome à la suite de son succès, dont Francesco Albani et Le Dominiquin.

### Autres œuvres pour la famille Farnèse

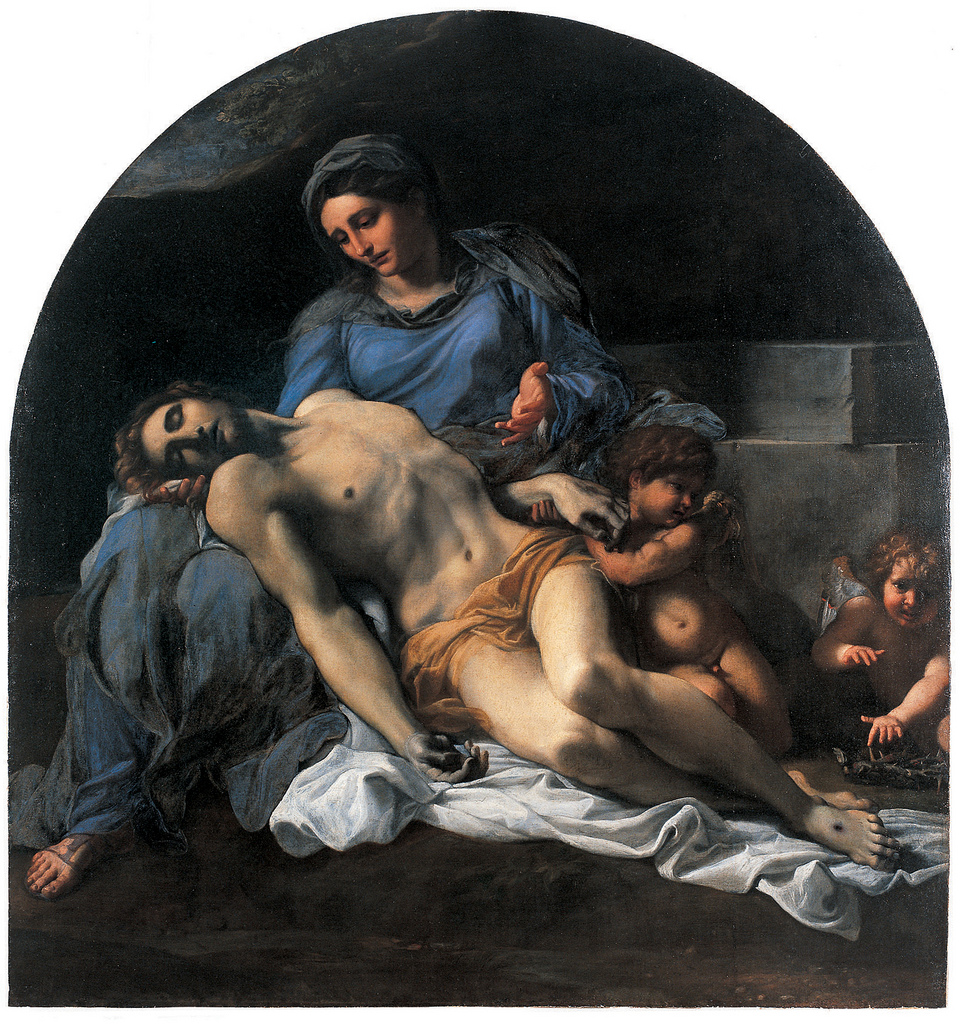
Pietà, 1560-1609, musée de Capodimonte, Naples.

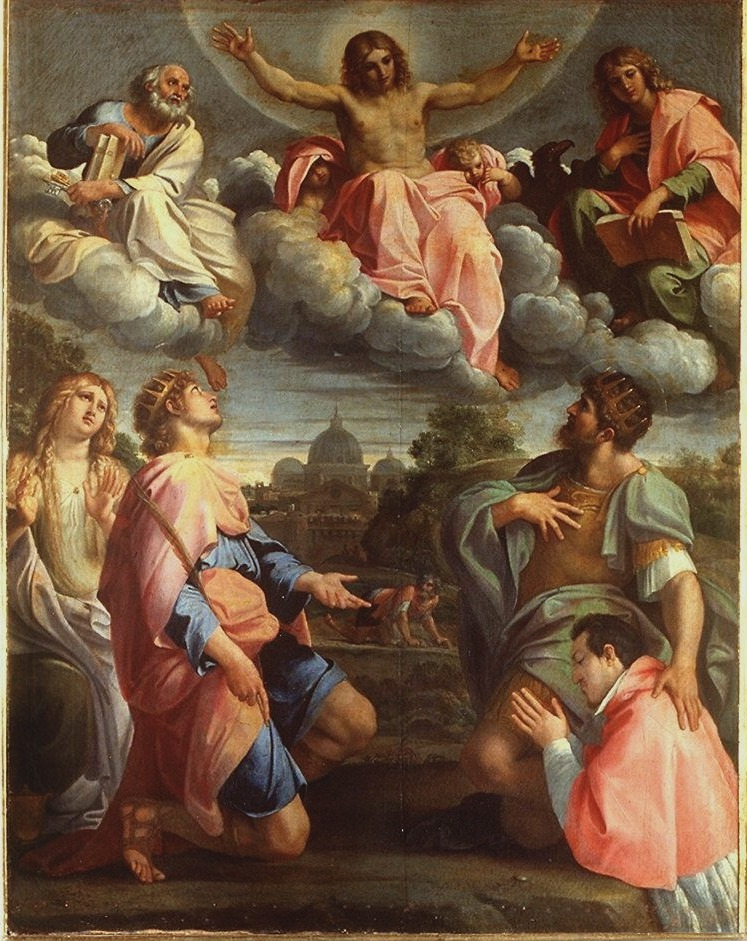
Le Christ en gloire avec les saints et Édouard Farnèse, 1597, Galerie Palatine, Florence.

Comme l'atteste une lettre à Agostino de Giovanni Paolo Bonconti, un élève d'Annibale, datée de 1599, sa relation avec la famille Farnèse ne se limite pas à la seule décoration du palais, mais s'apparente à celle d'un peintre de cour. Annibale, payé par le cardinal Farnèse (apparemment de manière très modeste, comme on peut le déduire de la même lettre), s'occupe de tous les « besoins figuratifs » de la famille, réalisant des peintures, concevant des appareils éphémères pour les fêtes, créant même des meubles.
À cet égard, la création par Annibale des dessins pour une coupe en argent, qui a suscité une admiration considérable, ou sa réalisation des dessins utilisés pour le tissage de vêtements sacrés au nom du cardinal, sont significatives. La décoration de certains instruments de musique, probablement des clavecins qui appartenaient à Fulvio Orsini, humaniste raffiné au service des Farnèse, sont aussi de la main d’Annibale. Les trois panneaux en bois avec des scènes mythologiques et bucoliques, qui restent de ces instruments, se trouvent à la National Gallery de Londres.
Une Pietà, sensiblement contemporaine de la décoration de la voûte de la Galerie Farnèse, figure parmi les œuvres picturales créées pour la famille Farnèse. L'œuvre est unanimement considérée comme l'un des plus grands chefs-d'œuvre de Carracci et a probablement été peinte pour une chapelle privée de la famille, peut-être dans le même palais romain ou pour l'une des différentes résidences périphériques de la famille (la toile est maintenant au musée de Capodimonte). Dans ce tableau magistral, Annibale fusionne l'héritage du Corrège, rappelant à nouveau la Déploration du Christ, avec une vigueur des corps typiquement romaine et une clarté de dessin. En outre, l'hommage à la Pietà de Michel-Ange au Vatican est évident, à partir de laquelle Annibale reprend la composition pyramidale du groupe et la pose de la Vierge.
En plus de satisfaire les besoins de célébration du cardinal, avec la décoration du palais, et ses besoins de dévotion, avec des œuvres à caractère religieux, Annibale tente également de satisfaire ses désirs figuratifs les plus strictement privés, comme avec la très sensuelle Vénus endormie avec des amours, aujourd'hui au musée Condé de Chantilly, œuvre très appréciée par Giovanni Battista Agucchi, prélat bolognais et amateur d'art au service de Pietro Aldobrandini, et avec Renaud et Armide, aujourd'hui au musée de Capodimonte, également remarquable en ce qu'elle est l'une des premières représentations picturales tirées de La Jérusalem délivrée du Tasse.
Annibale doit aussi répondre  aux plus hautes ambitions politiques du cardinal Farnèse. Dans Le Christ en gloire avec les saints et Édouard Farnèse (Galerie Palatine), saint Édouard, patron et premier roi d'Angleterre, présente le cardinal Farnèse au Rédempteur. Selon une interprétation de la composition, la toile ferait allusion au désir d'Édouard Farnese d'obtenir l'investiture de roi d'Angleterre sur la base de sa lignée maternelle de Lancastre, une ambition contrariée par Clément VIII qui se contente de lui donner seulement le titre évanescent de protecteur de ce royaume .

### Autres commandes romaines

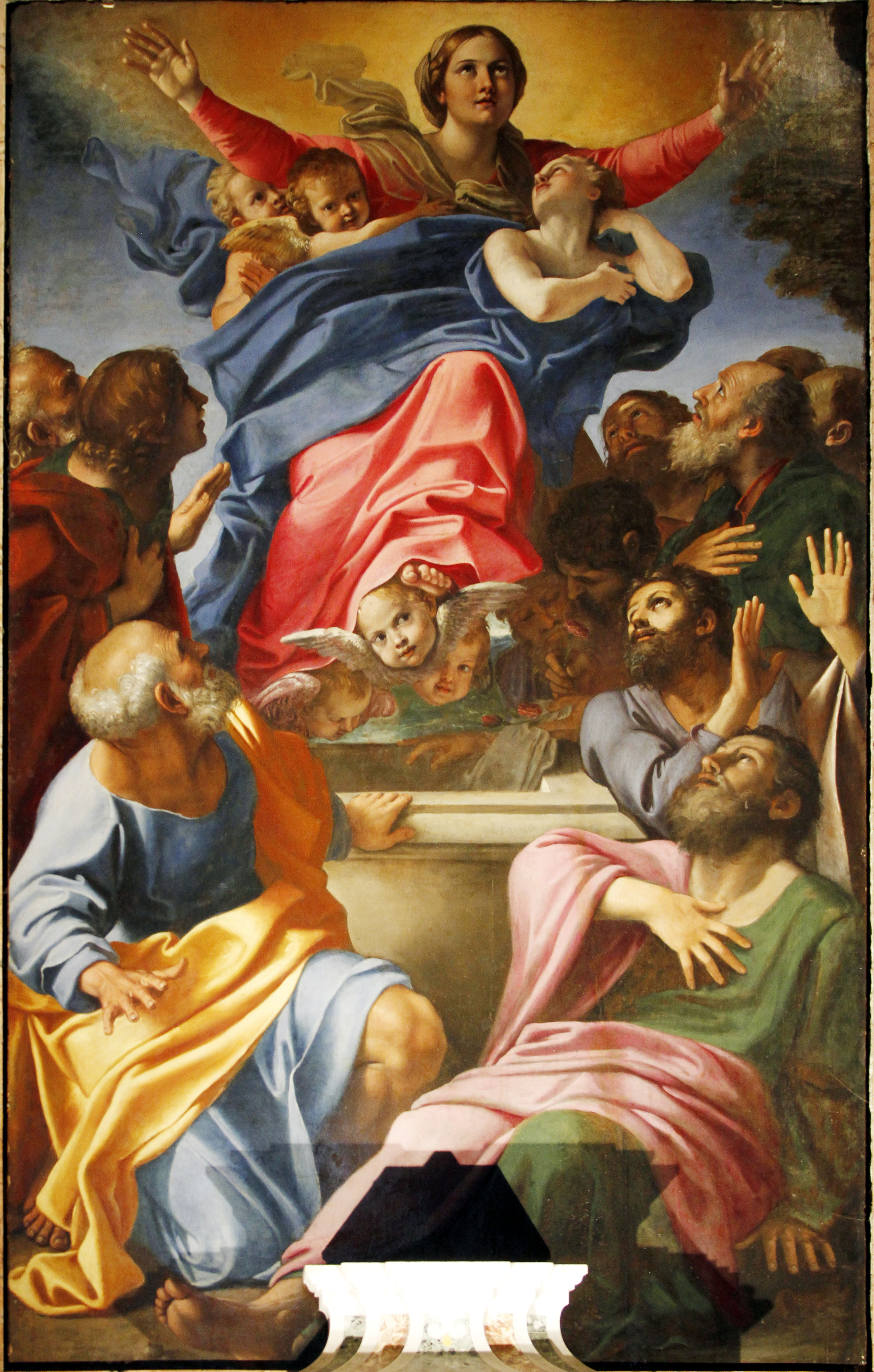
Assomption de la Vierge, 1600-1601, basilique Santa Maria del Popolo, Rome.

Sa relation avec la famille Farnèse n'est cependant pas exclusive, comme en témoigne la commande, en même temps que la décoration de la voûte de la Galerie Farnèse ou immédiatement après son achèvement, du retable de la chapelle funéraire de Monseigneur Tiberio Cerasi, trésorier de la Chambre apostolique, située dans la basilique Santa Maria del Popolo. Le retable représente l'Assomption de la Vierge et présente des affinités à la fois avec la toile du Titien de thème identique dans la basilique Sainte-Marie-Glorieuse-des-Frères de Venise et avec la non moins célèbreTransiguration de Raphaël. Ce panneau de Carrache est également célèbre car il « dialogue » avec les peintures latérales encore plus célèbres du Caravage, situées dans la même chapelle, représentant Le Crucifiement de saint Pierre et la La Conversion de saint Paul.
Les Aldobrandini sont aussi des clients importants, pour lesquels Annibale peint plusieurs œuvres comme un Couronnement de la Vierge pour le cardinal Pietro Aldobrandini en 1595, juste après son arrivée à Rome, aujourd'hui au Metropolitan Museum of Art à New York, un tableau qui, dans sa composition sur deux niveaux et dans la disposition semi-circulaire des anges, cite La Dispute du Saint-Sacrement de Raphaël et son Domine, quo vadis ?  de 1601, maintenant à la National Gallery de Londres. Ce panneau, en raison de la forte projection en perspective de la figure du Christ (dans la pose du bras droit, dans la croix raccourcie en profondeur, dans l'allure du pas), qui occupe sculpturalement l'espace pictural, est probablement le résultat d'une réflexion de Carrache sur les toiles du Caravage dans la chapelle Cerasi, dans lesquelles Merisi excelle également dans le rendu tridimensionnel des épisodes représentés. Le tableau suscite l'enthousiasme de Pietro Aldobrandini qui rémunère richement le peintre.
Toujours pour les Aldobrandini, il entreprend de décorer la chapelle privée du palais, une œuvre achevée plus tard par ses élèves.
La commande de la décoration à fresque de la chapelle Herrera (aujourd'hui disparue), près de l'église Nostra Signora del Sacro Cuore constitue une autre commande romaine importante ne venant pas de la famille Farnèse, en réalité réalisée par ses assistants plutôt que par Annibale, avec la contribution particulière de Francesco Albani . Peut-être, le retable réalisé pour la chapelle représentant San Diego d'Alcalà présentant le fils de Juan de Herrera à Jésus (vers 1606), est-il au moins en partie dû à Carracci.

### Maladie et mort

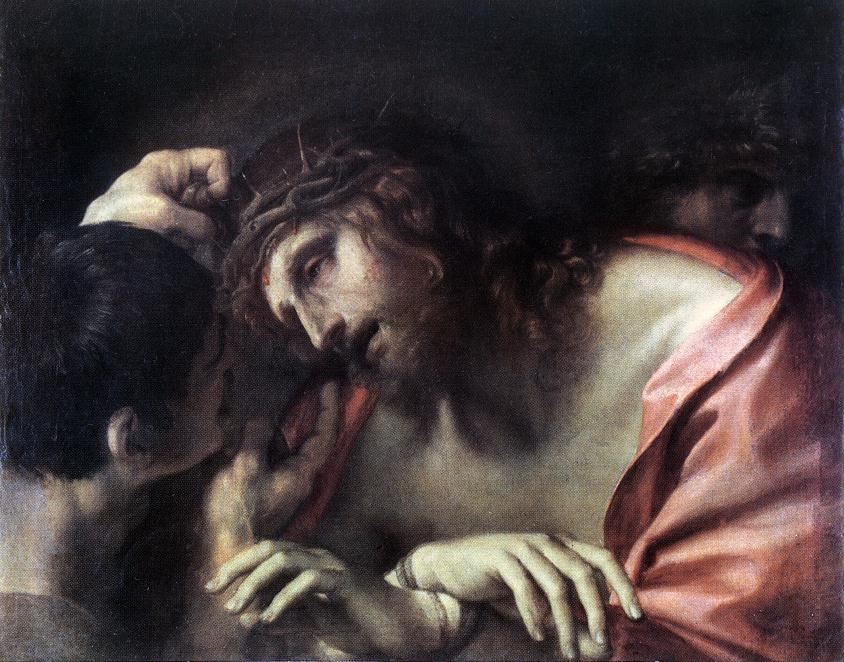
Le Christ couronné d'épines, 1598-1600, Pinacothèque nationale de Bologne.

Comme il ressort de diverses sources, à partir de 1605, Annibale Carracci tombe dans un état de profonde prostration que Giulio Mancini décrit comme « une mélancolie extrême accompagnée d'une fatuité d'esprit et d'une mémoire qui ne parlait ni ne se souvenait », un état mental qui, en termes modernes, fait penser à un syndrome dépressif grave. En 1606, il quitte le palais Farnèse, où il vivait jusque-là, et s'installe dans la communauté de San Lorenzo in Lucina à Rome.
Les sources ne sont pas d'accord sur les causes de ce malaise : selon certains auteurs, la dépression d'Annibale aurait été causée par le manque de gratitude d'Édouard Farnèse pour son travail : ainsi la rémunération qu’il lui donne pour les fresques de la Galerie est incroyablement faible, de seulement 500 écus alors que Pietro Aldobrandini, pour le seul Domine, quo vadis?,lui a donné 200 écus auxquels se sont ajoutés le don d’une médaille. D'autres font allusion à des troubles amoureux non précisés. Cette supposition, ainsi que la description des symptômes, ont conduit certains historiens à considérer la possibilité qu'Annibale ait contracté la syphilis .
Quelles que soient les raisons de la mélancolie d'Annibale, cet état pathologique influence sa dernière production, qui est devenue plus rare et, dans certains cas, inégale, en raison du fréquent recours à des aides, même si, plus globalement, la chronologie exacte de ses dernières œuvres est toujours le sujet de nombreux doutes et incertitudes.
Des preuves significatives de son improductivité substantielle causée par la détérioration de sa santé peuvent être trouvées dans un échange de lettres de 1605 entre Édouard Farnese et le duc de Modène César d'Este : celui-ci attend de recevoir une toile de Carracci avec une Nativité et s'est donc tourné vers Édouard Farnèse pour solliciter le peintre ; la réponse du cardinal est que « quand Annibale Carracci se remettra d'une maladie mortelle dont il a souffert ces derniers jours et qui lui interdit néanmoins de peindre, Votre Altesse restera servie ». Cela ne se produit pas : Annibale n'a jamais achevé ce tableau.
Cette profonde affliction l'accompagne jusqu'à sa mort, apparemment sans rémission significative. Il effectue un voyage à Naples à l'été 1609 accompagné du peintre Baldassare Aloisi, dont les raisons restent encore mystérieuses. mais tombe si gravement malade qu'il doit retourner à Rome où il meurt le 15 juillet 1609,
La date et les circonstances de sa mort sont relatées dans une lettre de son grand soutien Giovanni Battista Agucchi, dans laquelle, entre autres choses, le prélat rend un extrême hommage au maître bolognais estimant que : « Je ne sais pas quelle est l'opinion des hommes de ces régions, mais par l'aveu des premiers peintres de Rome, il fut le premier qui vécut au monde dans son art ; et bien que depuis cinq ans il ait été incapable de travailler à peu près quoi que ce soit, il a néanmoins conservé son jugement et ses connaissances habituelles » .
Le jour des funérailles, son Christ couronné d'épines, créé une décennie plus tôt, est déposé sur le catafalque. Annibale est enterré selon ses vœux, au Panthéon, à côté de Raphaël. Il est encore possible de lire l'inscription placée en 1674 par Carlo Maratta sur sa sépulture, qui commémore l'égale valeur d'Annibale et de Raphaël, dont on était alors convaincus, et leurs fortunes différentes :
« D.O.M./ HANNIBAL CARACCIUS BONONIENSIS/ HIC EST/ RAPHAELI SANCTIO URBINATI/ UT ARTE, INGENIO, FAMA SIC TUMULO PROXIMUS/ PAR UTRIQUE FUNUS ET GLORIA/ DISPAR FORTUNA/ AEQUAM VIRTUTI RAPHAEL TULIT/ HANNIBAL INIQUAM / DECESSIT DIE XV JVLII AN. MDCIX AET. XXXXIX/ CAROLUS MARATTUS SUMMI PICTORIS/ NOMEN ET STUDIA COLENS P. AN. MDCLXXIV/ ARTE MEA VIVIT NATURA, ET VIVIT IN ARTE/ MENS DECUS ET NOMEN, COETERA MORTIS ERANT »

## Paysages

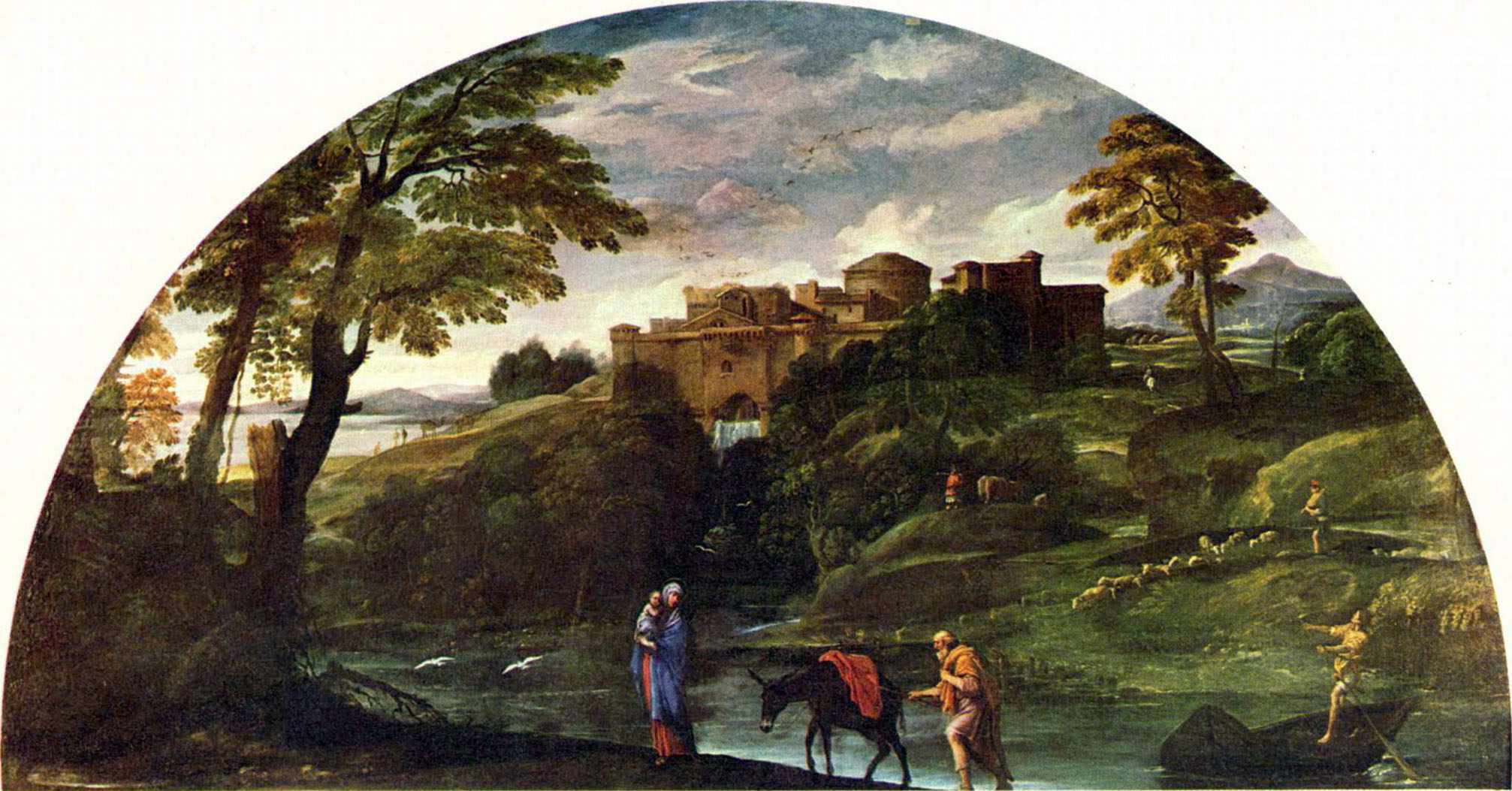
Paysage avec la fuite en Égypte, 1602-1604, Galerie Doria-Pamphilj, Rome.

Dans ses Vies (1672), Bellori considère déjà qu'Annibale Carrache, dans la représentation des paysages, « avait surpassé tout le monde sauf Titien ». Dans ses premiers essais de peintre paysagiste - par exemple dans les scènes de chasse et de pêche aujourd'hui conservées au musée du Louvre, Annibale se réfère aux précédents vénitiens, mais à Rome, il développe un nouveau type de paysage, défini comme paysage classique ou moderne, qui surpasse les précédents, conjugaison des genres nordiques et italiens.
L'innovation d'Annibale réside dans la réalisation d'un équilibre entre la nature et l'homme, qui l'habite et la transforme, tout en évitant que les éléments du paysage ne se limitent à servir de simple arrière-plan à des sujets d'un autre genre. En effet, comme le reconnaît la quasi unanime historiographie dès Jacob Burckhardt dans son Il Cicerone (1853-1854), elle est dû à une nouvelle conception de la peinture de paysage, qui la soustrait du nombre des genres mineurs.
Le Paysage avec la fuite en Égypte est considéré comme le chef-d'œuvre d'Annibale dans ce genre, une toile datant de 1602 à 1604, réalisée pour la chapelle du palais Aldobrandini. Dans cette fenêtre idéale ouverte sur la campagne romaine inondée de lumière automnale, l'épisode sacré disparaît presque dans le vaste paysage qui l'enveloppe ; l'harmonie est totale entre les éléments naturels et architecturaux qui se fondent dans un tout.
Les grands paysagistes du XVIIe siècle, le Dominiquin, Nicolas Poussin et Claude Gellée, jusqu'à Salvator Rosa, seront les débiteurs d'Annibale, des peintres qui ont porté ce genre à l'un des plus hauts niveaux qu'il ait jamais atteint.

## Portraits

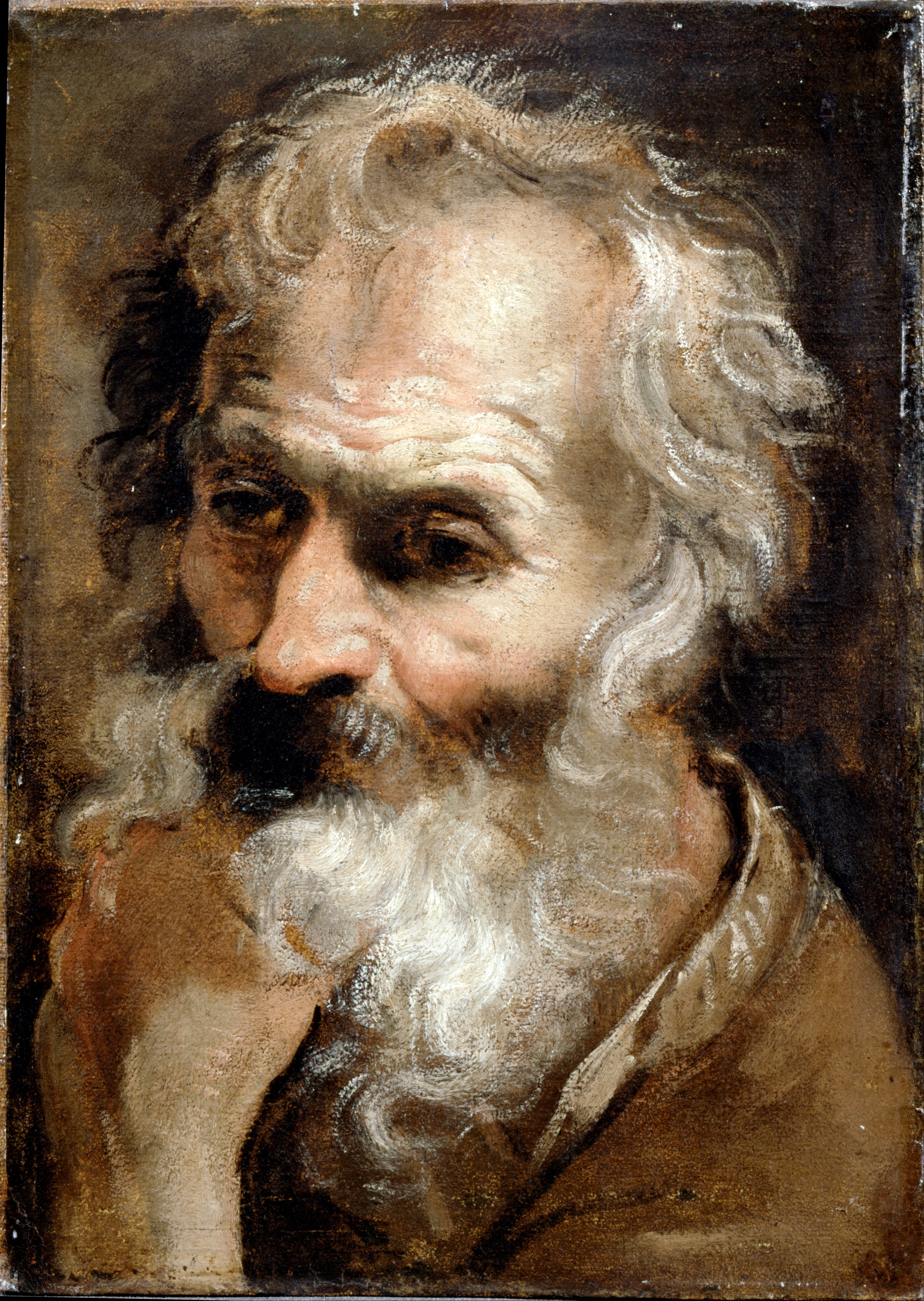
Portrait d'un vieil homme, 1590-1592, Dulwich Picture Gallery, Londres.

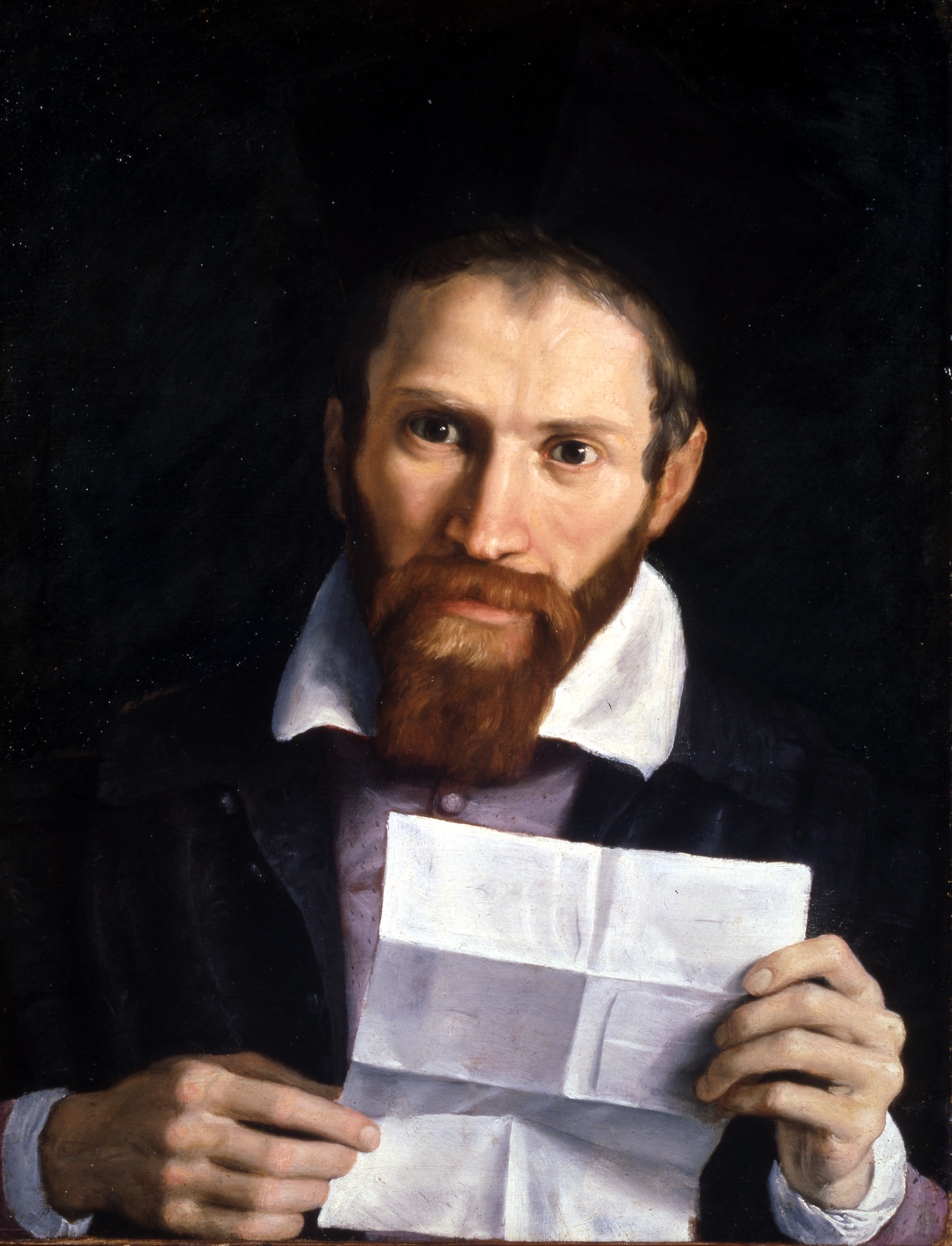
Portrait de Monseigneur Giovanni Battista Agucchi, entre 1603 et 1604, York Art Gallery.

Une partie importante de l'activité de portrait d'Annibale Carracci consiste en des autoportraits. Il est, en effet, parmi les peintres qui se sont le plus représentés, permettant presque d'assister à l'évolution de sa vie, non seulement dans l'aspect strictement physionomique, mais aussi avec les changements émotionnels visibles dans les autoportraits des différentes phases de son existence. En cela il anticipe Rembrandt, qui a également laissé d'innombrables autoportraits.
Ses portraits se caractérisent le plus souvent par un ton informel ; dans la plupart des cas, les sujets représentés sont des gens ordinaires, jeunes et vieux, à qui il est souvent impossible de donner un nom.
Son activité de portraitiste est étroitement associée à sa recherche continue de la vérité : l'intention de l'artiste est de restituer la physionomie réelle de la personne représentée, sans aucune fioriture ni accentuation de son rôle social. La technique utilisée en est également la preuve : il s'agit souvent de dessins, d'un tel degré de finition qu'on peut supposer qu'il ne s'agit pas de simples préparations, ou d'huiles sur papier, support qui facilite une reproduction plus fluide de l’essence physionomique de la personne représentée.
Certaines de ses œuvres dans ce genre semblent très proches des études d'expression. L'historien de l'art Flavio Caroli met cette activité de Carracci (et celle de caricaturiste) en continuité avec les études physionomiques de Léonard de Vinci. Parmi celles-ci, deux portraits de femmes aveugles (du début des années 1590) sont particulièrement évocateurs, probablement peints pour une institution bolognaise dédiée à l'assistance aux aveugles, fondée par le cardinal Gabriele Paleotti, qui constituent deux exemples pertinents de son approche naturaliste du portrait.
Annibale a été proposé avec autorité, recevant un large soutien à la fois pour des raisons stylistiques et chronologiques pour le Portrait de Monseigneur Giovanni Battista Agucchi (York Art Gallery), prélat bolognais et amateur d'art ainsi que l'un des esprits les plus vifs de son temps, longtemps considéré comme étant du Dominiquin. Ce portrait se distingue dans la production de portraits d'Annibale non seulement par sa qualité d'exécution, mais aussi parce qu'il est le seul, dans l'état actuel des connaissances, qui puisse être placé avec certitude dans la période romaine du peintre.
Lucian Freud, l'un des plus grands artistes du XXe siècle, est un admirateur déclaré des portraits d'Annibale. L'exposition Painting from Life: Carracci Freud, qui a eu lieu à Londres en 2012 sous le patronage de la Dulwich Picture Gallery, était consacrée à l'influence de la production de Carracci sur les portraits de Freud.

## Gravures

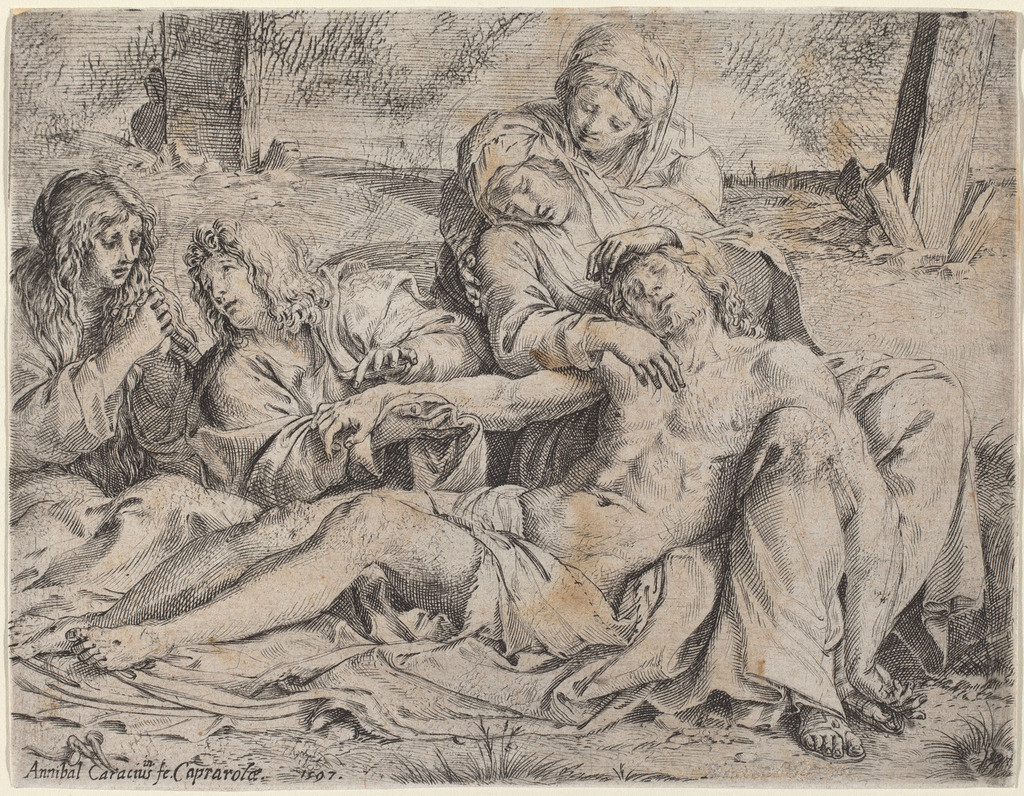
La Pietà de Caprarola, eau-forte, burin et pointe sèche, 1597, National Gallery of Art, Washington (district de Columbia).

Annibale Carracci excelle également en tant que graveur, activité qu'il exerce, bien qu'avec des interruptions, pendant une grande partie de sa carrière artistique, peut-être aussi guidé par l'exemple de son frère Agostino, graveur talentueux et prolifique.
Ses estampes se distinguent par leur qualité esthétique, mais aussi parce qu'Annibale est parmi les rares, à son époque, à produire presque exclusivement des gravures originales, c'est-à-dire basées sur des compositions créées ad hoc, alors que l'activité de gravure contemporaine prédominante est, au contraire, largement dédié à une pratique de traduction, c'est-à-dire à la réalisation de gravures tirées de peintures préexistantes, pour la plupart célèbres. Annibale réalise une activité de traduction qu’au début de sa carrière, dans les années 1580 : il grave notamment à cette époque un retable réalisé à Bologne par Lorenzo Sabatini et Denis Calvaert.
Parmi les gravures les plus belles et les plus appréciées de Carrache, peut-être la plus connue, se trouve la Pietà de Caprarola (1597), ainsi nommée parce que le nom du village de Tuscie apparaît à partir de la deuxième étape, à côté de sa signature ; elle a pu être réalisée lors d'un probable séjour dans la résidence d'été de la famille Farnèse à Caprarola. La gravure illustre à la fois les réflexions d'Annibale sur le thème de la Pietà et l'influence que le style du Corrège a continué à avoir sur sa production au cours de ces années.
Selon certains auteurs, certaines créations graphiques d'Annibale Carracci auraient également influencé Rembrandt qui fut, entre autres, l'un des plus grands graveurs du XVIIe siècle. On retrouve cette influence notamment dans sa Sainte Famille (1632), inspirée, selon cette perspective, de la gravure avec la Sainte Famille et l'enfant saint Jean, réalisée par Annibale en 1590, un autre de ses célèbres chefs-d'œuvre dans le domaine graphique. Dans la composition, probablement elle-même dérivée de La Vierge au sac d'Andrea del Sarto, Annibale injecte également un moment de tendre humanité dans l'épisode sacré.
Il consacre quelques-unes des rares œuvres datables de la période de sa maladie (à partir de 1605) précisément à l'art de la gravure. Parmi celles-ci se trouve la Madonna della scodella (1606) qui, en raison du grand nombre de copies connues et du fait que Giovanni Battista Salvi, des décennies après la gravure, l'a reproduite dans un tableau (musées de Glasgow), a dû être particulièrement appréciée.

## Dessins

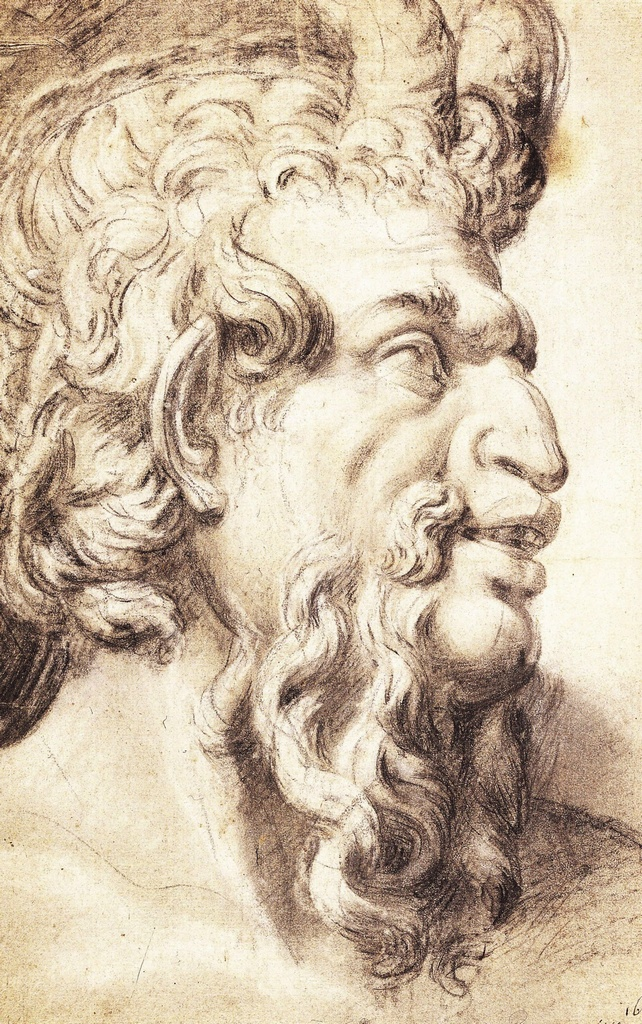
Satyre, 1595-1600, musée du Louvre, Paris.

Le plus jeune Carracci pratique le dessin à la fois comme exercice, dessinant d'après nature ou copiant des œuvres anciennes, et comme moyen d'étude et de préparation de peintures ou de gravures (il existe ainsi de nombreux dessins préparatoires aux fresques de la Galerie Farnèse), mais aussi comme œuvre achevée en soi. A ce dernier égard, plusieurs portraits et quelques paysages sont particulièrement remarquables.
La représentation d'un satyre, dérivée de la statue de Pan et Daphnis (ou Olympe) appartenant aux Farnèse, et la belle reproduction de la tête de la statue de Niobé, faisant partie du groupe des Niobides, autrefois à la Villa Médicis sur le Pincio, et maintenant à la Galerie des Offices, figurent parmi les dessins tirés de l'Antiquité méritant une mention particulière. Cette dernière est probablement le modèle utilisé par Guido Reni pour le visage de la mère en fuite (à droite du tableau) dans son Massacre des Innocents.
Annibale Carracci réalise une collection de dessins représentant les colporteurs et les artisans de rue de sa ville natale, Le Arti di Bologna, dont ses dessins originaux ont été presque entièrement perdus, sauf celui relatif au Ramoneur. Le reste de la collection est connu grâce aux gravures qui en ont été tirées, imprimées pour la première fois dans un volume édité en 1646. L'œuvre nous est connue presque entièrement grâce aux estampes réalisées par le graveur parisien Simon Guillain (1618-1658), publiées en volume en 1646. La série connut un grand succès, comme en témoigne le nombre d'éditions qui suivirent au fil du temps, et joua un rôle important dans les développements futurs de la peinture de genre italienne.
L'appréciation des dessins d'Annibale est constante parmi les collectionneurs et les connaisseurs. Même dans les périodes où sa fortune critique, entre le XVIIIe et XIXe siècle, décline considérablement, ses dessins constituent une exception et continuent à susciter l'admiration générale .

## Caricatures

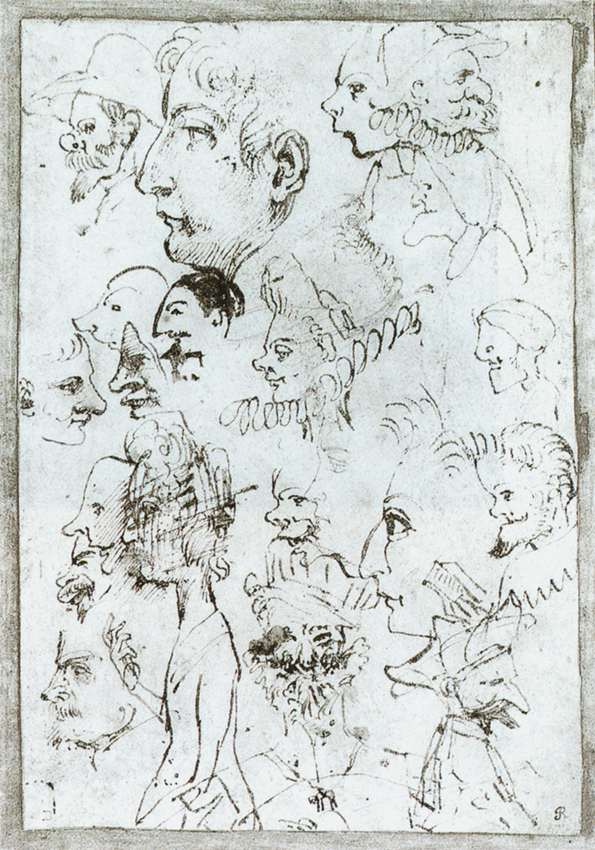
Feuille de caricatures, British Museum, Londres.

On attribue à Annibale (et Agostino) l'invention de la caricature au sens moderne du terme, c'est-à-dire la création de ritrattini carichi, des « portraits chargés » (du verbe italien caricare, venu du latin carricare : charger, lester un char de poids, comme les définit la littérature du XVIIe siècle sur les Carracci) dans lesquels les caractéristiques physionomiques d'un individu, et en particulier ses défauts, sont exaspérés (voire chargés) au point d'obtenir un effet ridicule.
Cette invention part probablement de la recherche physionomique, à laquelle Annibale s'est notamment consacré surtout au début de son activité, dans laquelle l'élément burlesque et comique a été inséré.
Une feuille de caricatures (parfois attribuées à Agostino Carracci), datée d'environ 1595 (British Museum), dans laquelle apparaissent des visages d'hommes et de femmes aux traits déformés et grotesques, figure parmi les témoignages les plus célèbres de l'activité d'Annibale dans ce genre. Une caricature de Giovanni Battista Agucchi pourrait être identifiée chez le prélat dans le coin inférieur droit de la feuille britannique.

## Élèves

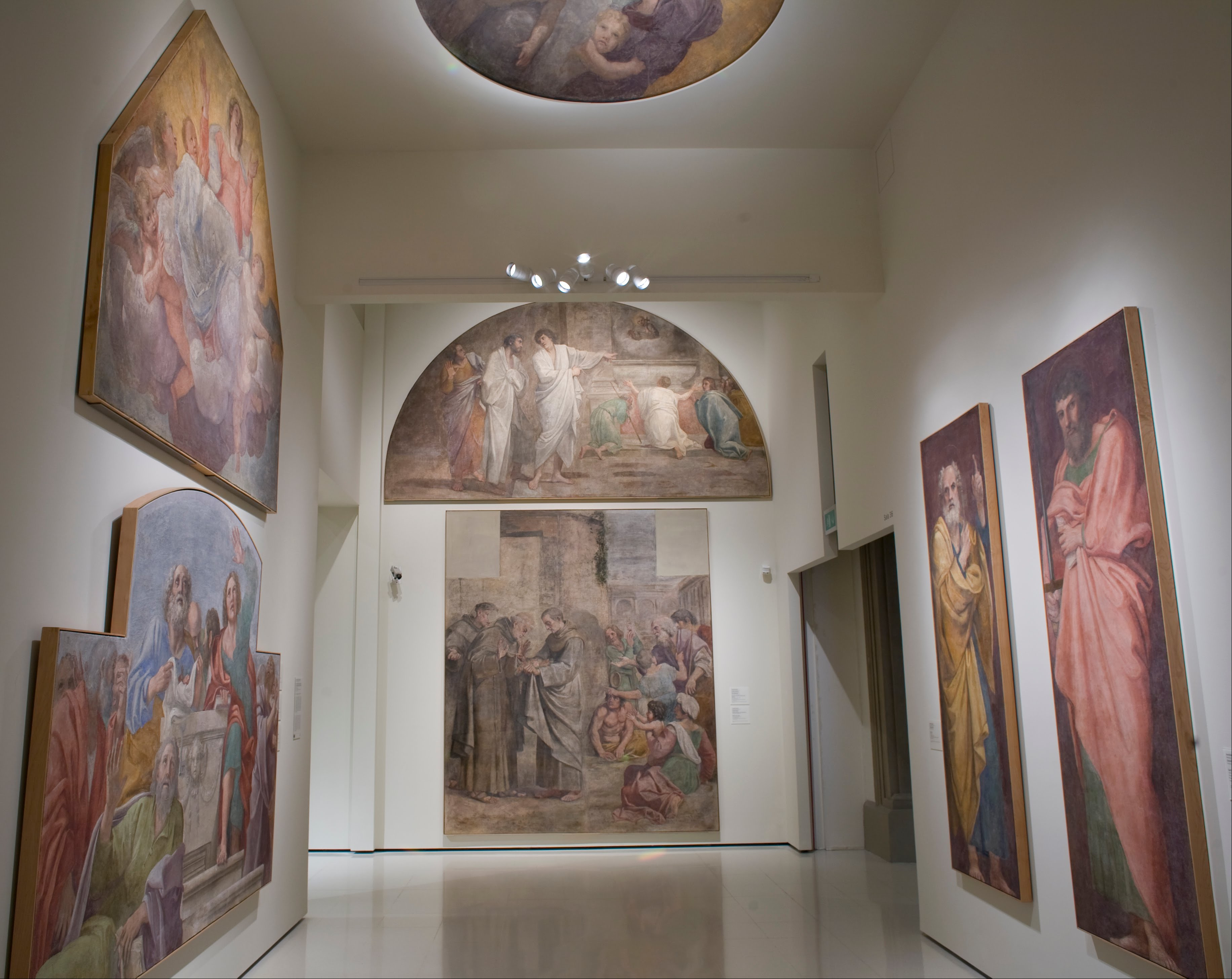
Fresques de la chapelle Herrara, 1605-1606, MNAC, Barcelone, l'une des dernières commandes reçues par Annibale Carracci. Basée sur le projet d'Annibale, l'exécution a été réalisée presque exclusivement par ses élèves.

Les élèves et collaborateurs d'Annibale Carracci, mais aussi de son frère et son cousin, se révéleront parmi les meilleurs artistes du XVIIe siècle. Presque tous originaires des régions bolognaise et émilienne, ils travaillent longtemps à Rome qu'ils comblent de chefs-d'œuvre. Comme Annibale, ils excellent dans l'art de la fresque, un médium fondamental de la peinture italienne déjà au Moyen Âge et à la Renaissance, qui grâce à eux est également utilisé à l'époque baroque, étant donné que les autres grands initiateurs de ce nouveau style, comme le Caravage et Rubens, ne se sont jamais consacrés à cette technique. Guido Reni, qui fréquente l’académie des Carrache et fonde un grand atelier à Bologne en 1614, Sisto Badalocchio, Giovanni Lanfranco, Francesco Albani, qui reprend les conceptions du paysage idyllique d'Annibale, Le Dominiquin, avec son classicisme minutieux et intransigeant, sont les noms les plus connus de cette école ; Innocenzo Tacconi est un collaborateur moins doué, mais longtemps proche d'Annibale.
À l'exception de Reni, qui fréquenta l'académie des Carracci de Bologne et entama ensuite une brillante carrière indépendante, les autres suivent Annibale à Rome, où ils arrivent au début du XVIIe siècle, et, jusqu'à la mort du maître, ils font partie intégrante de son atelier. Dans les dernières années de sa vie, Annibale, malade et peu actif, utilise excessivement leur remarquable talent. À la fois les plus hauts résultats du classicisme du XVIIe siècle, obtenus par Reni et Le Dominiquin, et les inventions les plus imaginatives, spécifiquement baroques développées par Lanfranco, ont muri dans cet atelier.
Parmi les collaborateurs mineurs de Carrache, figure également Antonio Maria Panico (également originaire de Bologne). Bien qu'il soit aujourd'hui un peintre peu connu, les sources sur Annibale (Bellori et Malvasia) lui consacrent une certaine place. Les annotations de Bellori attestent de l'intervention d'Annibale dans une œuvre de Panico (La Messe de Paul III dans l'église du Sauveur à Farnèse) ou la possibilité que certaines peintures considérées comme l'œuvre de l'élève soient en réalité d'Annibale, dont une grande Crucifixion avec saint François et saint Antoine de Padoue (Galerie nationale d'Irlande).
Le fils d'Agostino, Antonio Carracci, entre également dans l'atelier romain de son oncle Annibale après la mort de son père en 1602. Compte tenu de son âge vraisemblablement très jeune au début de cette expérience (mais sa date de naissance est incertaine), il est probable qu'il y a joué un rôle marginal.
Parmi ses suiveurs, Giovan Francesco Barbieri Guercino, bien qu'autodidacte, s'inspire d'œuvre des Carrache et s'installe à Bologne, après la mort de Guido Reni. Plusieurs œuvres du Baciccio, sont elles aussi inspirées de ses tableaux.

## Fortune critique et analyse

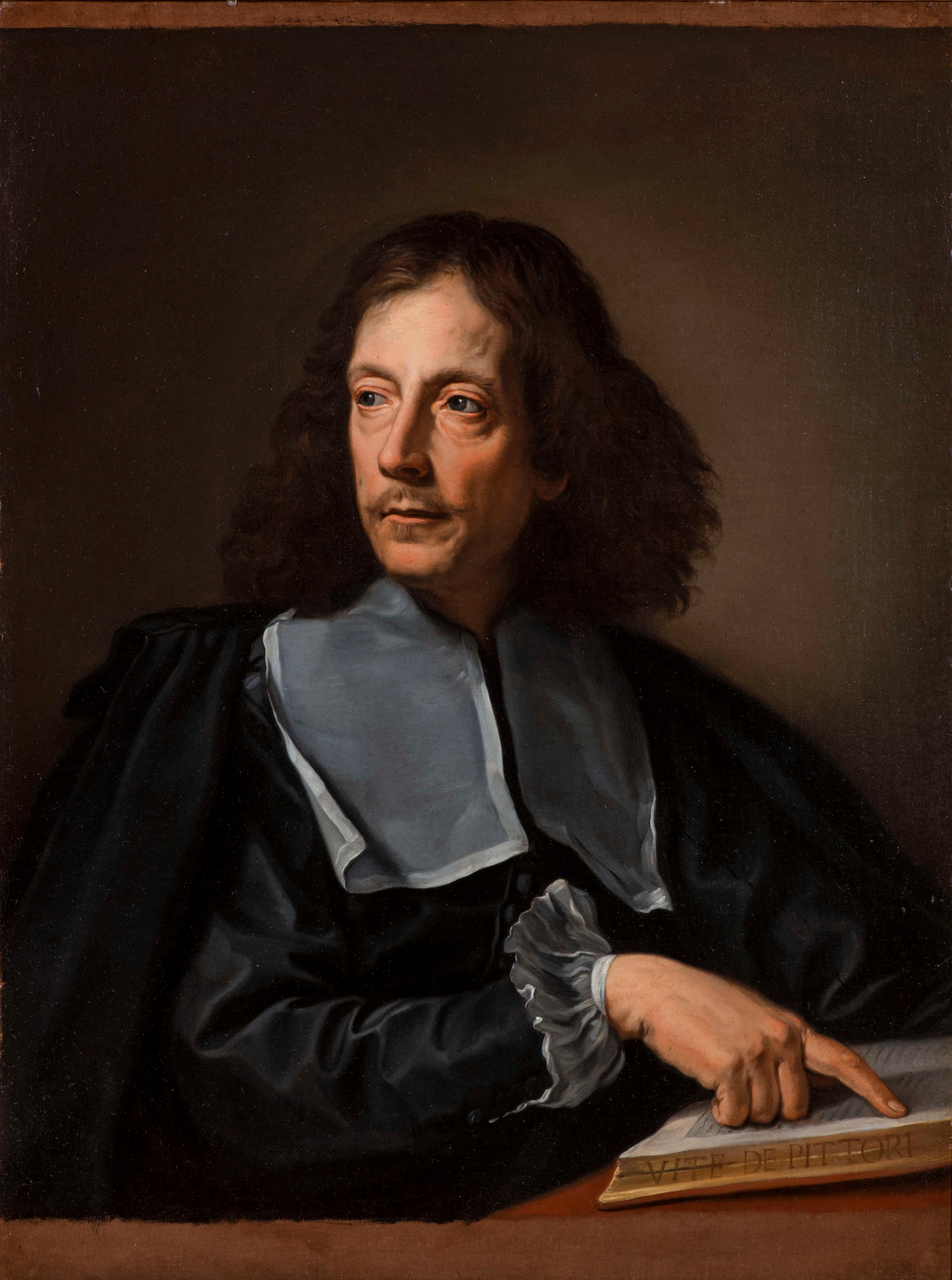
Carlo Maratta, Portrait de Giovan Pietro Bellori représenté avec ses Vies, vers 1672, collection Alessandra Di Castro, Rome.

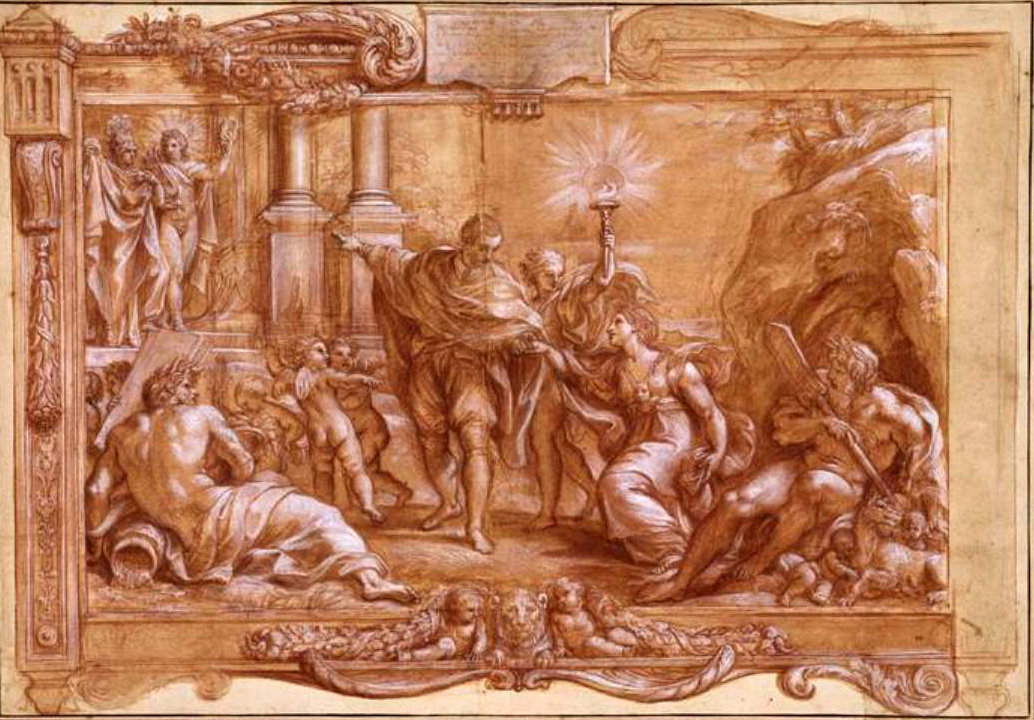
Carlo Maratta, Apothéose d'Anniballe Carracci, Renouveau de la Peinture, Département des Arts Graphiques du Louvre.

Annibale est le plus important des trois Carrache. Son travail diversifié suscite une grande admiration et une grande influence de son vivant et au-delà. Il n'est pas seulement le fondateur d'un nouveau style festif de « composition noble, dessin digne et coloriage magnifique ». Avec la décoration à la Galerie Farnèse, il est également le fondateur de la fresque baroque. Il a également peint des portraits vivants et originaux et est considéré comme l'inventeur de la caricature moderne - bien que seules deux caricatures attestées de sa main survivent (au Louvre et au château de Windsor).
Le succès critique d'Annibale Carracci s'est répandu parmi ses contemporains, à partir du jugement de Giovanni Pietro Bellori qui, dans son discours à l'Accademia di San Luca, rassemblé dans Vite de' pittori, scultori et architetti moderni  (1664), désigne Annibale comme le meilleur interprète de l'idéal de beauté que les artistes ont pour tâche de poursuivre. La beauté qui, dans la vision de Bellori se réfère à des concepts beaucoup plus anciens et montre une dette envers les théories de Giovanni Battista Agucchi, doit certes partir de la nature, mais doit s'élever au-dessus d'elle, car l'artiste ne peut, selon cette approche, se limiter seulement à la reproduction de la réalité telle qu'elle apparaît aux yeux. Pour Bellori, l'œuvre du plus jeune Carracci, et en particulier sa production romaine, est l'exemple à suivre pour atteindre cet objectif.
Dans son étude Idea, Giovani Bellori loue Carrache comme le parangon des peintres italiens, qui ont favorisé une « renaissance » de la grande tradition de Raphaël et de Michel-Ange. D'autre part, tout en reconnaissant les talents de Caravage comme peintre, il déplore son style trop naturaliste, voire sa personnalité et ses mœurs turbulentes. Il considère donc le Caravagisme avec la même consternation sombre. Les peintres sont invités à représenter l’idéal platonicien de beauté, et non les prostituées romaines. Pourtant, les mécènes et les élèves de Carrache et de Caravage ne se rangent pas tous dans des camps irréconciliables. Les mécènes contemporains, tels que le marquis Vincenzo Giustiniani, constatent que les deux font preuve d'excellence dans la manière et le modelage.
Ainsi élevé au rang de champion de la beauté idéale, Carrache devient le Nouveau Raphaël, figurant le summum de la peinture de son temps. Parallèlement, son œuvre, et notamment les fresques de la Galerie Farnèse, devient un élément essentiel dans la formation du goût pictural baroque. Le projet, soutenu par Nicolas Poussin et Charles Le Brun, de faire une reproduction intégrale de la Galerie Farnèse dans le palais des Tuileries à Paris, projet débuté mais non achevé, est un exemple éloquent du succès des fresques farnésiennes au cours du XVIIe siècle, y compris hors d'Italie.
Ce jugement entre dans une crise profonde à la fin du XVIIIe siècle et pendant presque tout le XIXe siècle. Durant cette période, Annibale Carracci devient le leader de ce qui est défini, à partir de Johann Joachim Winckelmann, comme l'éclectisme, un concept qui prendra une valeur de plus en plus négative. En substance, ce point de vue dégrade l'œuvre de Carracci à une simple fusion de styles différents, lui refusant une véritable capacité créatrice.
Au XXe siècle, la valeur d'Annibale Carracci remonte lentement et partiellement. Cette revalorisation est initiée par Hans Tietze, historien formé à Vienne, qui consacre en 1906 un article à la décoration de la Galerie Farnèse, interrompant ainsi un très long silence critique sur l'œuvre du maître bolonais. La publication par Denis Mahon de ses Études sur l'art et la théorie du Seicento en 1947, constitue une étape encore plus significative.
Si ces études ont eu le mérite de raviver l'attention sur l'art de Carracci (aujourd'hui presque oublié), elles en ont cependant donné une vision quelque peu déformée. S'inscrivant dans la lignée de l'ancienne vision bellorienne, ce premier processus de réévaluation identifie le « romain » Annibale Carracci comme le leader du courant classiciste de la peinture baroque italienne, antithétique du courant réaliste, dont le fondateur est le Caravage. De cette manière, la forte tension vivante d'où Annibale est également parti à Bologne et qu'il a poursuivi avec détermination, surtout dans les années précédant son déménagement à Rome, a été effacée.
Une vision dichotomique de la trajectoire artistique d'Annibale Carracci s'est ainsi crée, qui divise en termes assez clairs la période romaine et classique, marquée par l'assimilation de Michel-Ange, Raphaël et de l'Antiquité, des années bolognaises, influencées par la peinture de la vallée du Pô et vénitienne, animées par une forte tension réaliste, qui ont été largement minimisées en tant qu'expériences de jeunesse, oubliées par l'artiste une fois arrivé à Rome.
L'exposition sur les Carracci, organisée à Bologne en 1956 au palais Archiginnasio, a également favorisé une première récupération critique de l'activité pré-romaine d'Annibale, mais le topos historiographique, qui voyait dans son récit créatif une solution drastique de continuité est resté inchangé, d'un « Lombard » réaliste à un classiciste raphaelesque à la suite de son arrivée sur les rives du Tibre. Même la monographie fondamentale de Donald Posner (1971), qui à bien des égards reste un texte essentiel pour l'étude d'Annibale Carracci, approuve (et consolide) cette conception.
Ce n'est que relativement récemment, reprenant également une intuition de Roberto Longhi formulée déjà en 1934, qu'une évaluation critique plus mûre de son œuvre a commencé à émerger, un jugement qui reflète sa grandeur d'avoir su inventer un style véritablement italien en harmonisant les nombreux chemins indiqués par les écoles locales qui l'ont précédé et en parvenant, en même temps, à éviter que ce programme artistique n'aboutisse à une reproposition stérile du passé en ouvrant les portes d'une nouvelle ère de l'histoire de l'art : le baroque.
Dans cette optique, même si le long séjour à Rome a naturellement influencé et enrichi son style, l'idée d'une rupture drastique entre Bologne et Rome a moins de crédibilité, également parce que, comme le montrent les études les plus récentes, le transfert dans le ville des papes ne signifiait nullement l'abandon par Annibale de ses modèles nordiques, ni, du moins en partie, de ses recherches réalistes.
De même, le cliché d'un Annibale Carrache totalement antithétique de l'autre géant de la peinture italienne du début du XVIIe siècle, Le Caravage, commence à faire l'objet d'une revisitation critique, trouvant entre les deux maîtres - malgré le différences évidentes et profondes dans les styles, les intérêts artistiques et les trajectoires humaines et créatives - des points de contact et d'influences mutuelles, perceptibles surtout lors du premier séjour romain des deux, presque contemporain, des années durant lesquelles, à Rome, des œuvres comme les fresques de la Galerie Farnèse ou le Cycle de Saint Matthieu de la chapelle Contarelli dans l'église Saint-Louis-des-Français marqueront la peinture de l'Italie et de l'Europe pour les siècles à venir.

## Style
(décembre 2024).

### Débuts  à Bologne

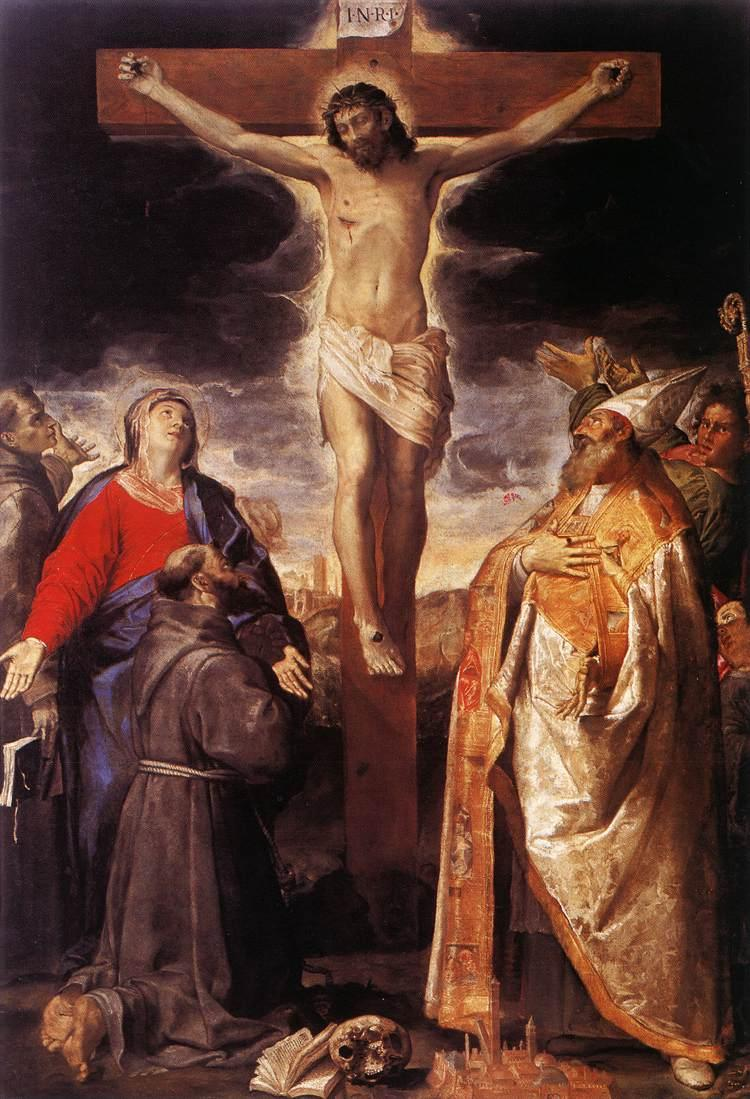
Crucifixion (1583)
Église Santa Maria della Carità, Bologne.

Les premières œuvres de Carrache représentent en général le quotidien, présenté de manière spectaculaire, vu de près. Il rompt avec les versions anecdotiques et moralisantes de son maître Passerotti pour privilégier le rendu pictural de la réalité, et ce avec des effets de touches, et une absence de stylisation qui donnent une impression de vécu et de spontanéité.
Trois grands types de peintures sont alors privilégiés : scènes de genre, portraits et paysages.
Dans La Boucherie, réalisée dans les années 1580, la nouveauté consiste non seulement à introduire une scène de genre de format monumental, mais aussi à peindre de manière que les coups de pinceau, rapides, soient bien visibles. Le Mangeur de haricots, datant de 1583-1584, est encore plus parlant, avec son cadrage serré, qui sollicite le spectateur comme assis en face de la table, et la pose triviale du personnage, pris sur le vif. Idem pour le Jeune garçon buvant, réalisé vers 1582.
Il adopte une manière de peindre âpre et intentionnellement « anti-gracieuse », comme on le voit dans Le Grand Massacre, conservé au Christ Church College d'Oxford. Mais ses choix durent apparaître beaucoup plus scandaleux dans les thèmes sacrés comme La Crucifixion, exécutée en 1583 pour l'église San Niccoló. Il cherche à réaliser une synthèse entre dessin et couleur, et à faire entrer le sacré dans le réel. Il y utilise ce style un peu brut qu'on retrouve dans ses scènes de genre : grands aplats colorés, effets d'empâtement.
La peinture à fresque est toutefois toujours considérée comme l’expression majeure de la peinture. Le succès des trois Carrache débute donc grâce aux décors de fresques à Bologne, comme ceux du Palais Fava, (1583-84), ou encore ceux du palais Magnani, chacun étant signé conjointement par Annibal, Augustin et Ludovic. Au palais Fava, une grande frise est réalisée ayant pour thème Jason et Médée. On y note à la fois un certain réalisme des figures et des nus, mais toujours une inspiration de l’antique, alors que le paysage prend une importance nouvelle. Le décor du palais Magnani marque l’apogée de la carrière des trois peintres à Bologne, et vaudra finalement à Annibal d'être appelé à Rome.
Dans son Autoportrait avec son père et son neveu, conservé à Milan et peint vers 1585, l'artiste, visiblement un peu bohème, « à peine propre », se représente en confrontation directe avec le spectateur, qu'il regarde non sans une certaine inquiétude. D'autres portraits, comme celui du docteur Bossi, présentent ce même rapport direct avec le spectateur, à rapprocher du goût de Carrache pour la scène de genre.

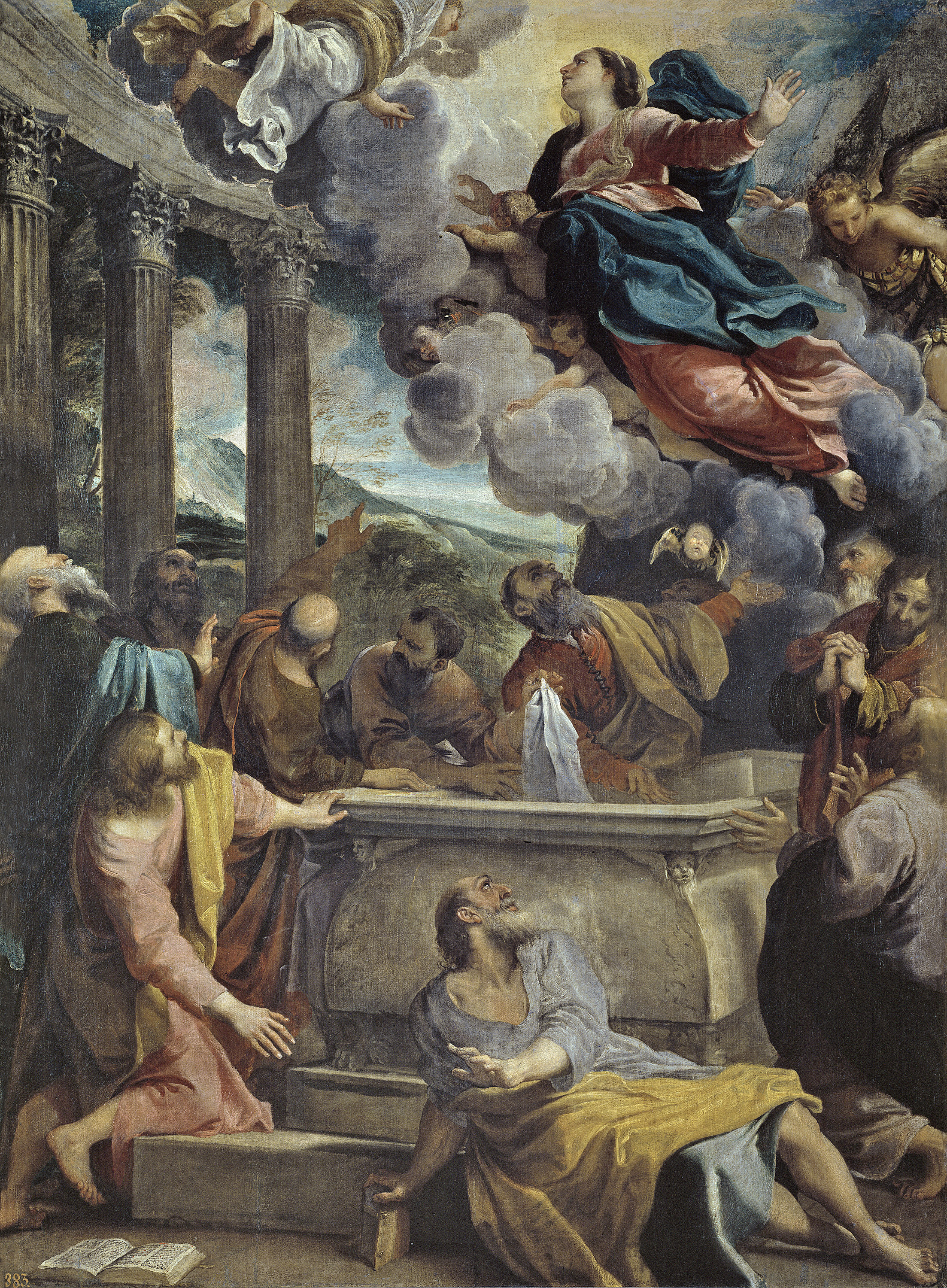
L'Assomption (vers 1590)
musée du Prado, Madrid.

En représentant une nature immédiate et réaliste (arbres cassés, lumière naturelle), Annibal Carrache remet aussi au goût du jour le genre du paysage, considéré jusqu'ici comme tout à fait mineur. Toutefois, même s'il s'appuie sur l'observation du réel, Carrache n'hésite pas à changer la nature, la recomposer, pour lui donner une perfection irréelle. Pour Yves Bonnefoy, ces « milles paysages composés vont bientôt répandre la souvenance mélancolique du pays perdu de toute harmonie » : Carrache recherche une harmonie parfaite et impossible.
Par contre, une évolution vers un style différent de ses tableaux d'autels, a lieu rapidement, passant par des œuvres quasiment baroques comme L'Apparition de la Vierge à saint Luc et à sainte Catherine du musée du Louvre (1592) et d'autres plus douces et plus équilibrées, telles la Madone saint Louis de la pinacothèque de Bologne (vers 1590). Des influences variées, comme celles du Corrège, de Tintoret ou de Raphaël peuvent être alors mises en évidence.

### Rome entre 1595 et 1605

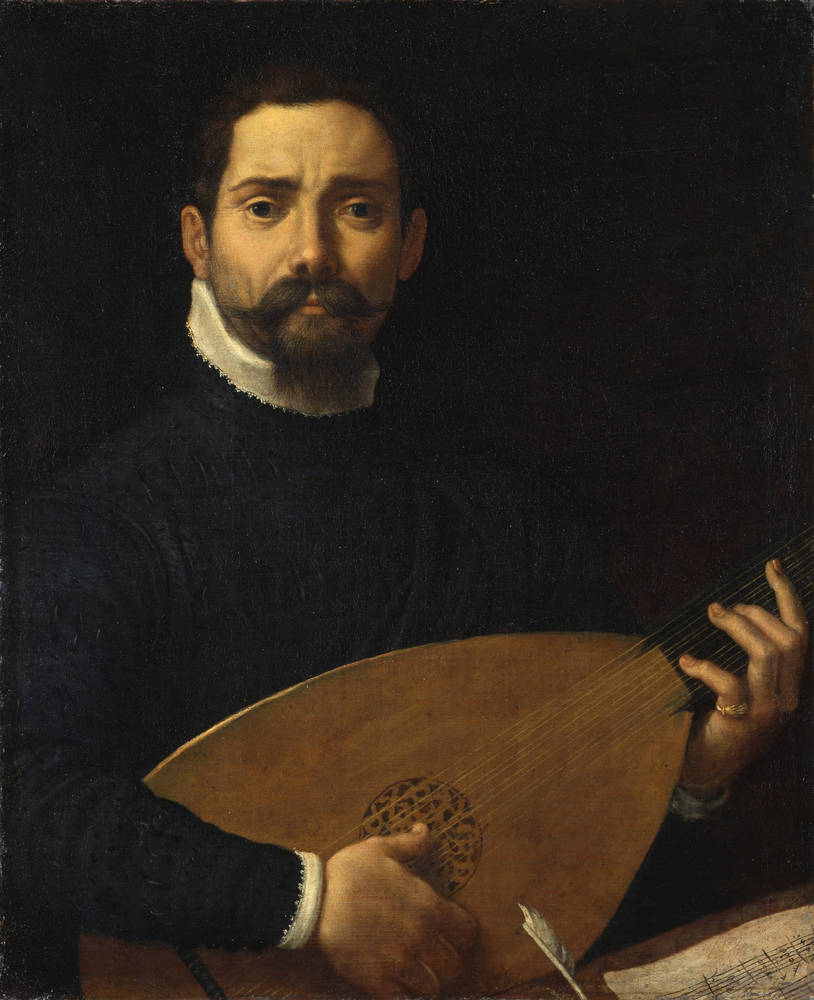
Portrait de Giulio Mascheroni jouant du luth (1599-1600), huile sur toile,, Gemäldegalerie Alte Meister, Dresde.

Plusieurs tableaux, notamment d'autels sont réalisés dans ces années par Annibal Carrache, comme une Pietà, datée vers 1600. La référence à la Pietà de Michel Ange semble évidente, mais on retrouve aussi dans le tableau, grâce aux jeux d’ombres et de lumière notamment, le lyrisme du Corrège. Une seconde Pietà, datée de 1606, et conservée à la National Gallery de Londres est encore plus marquée par le lyrisme. Inspirée d'une déposition (conservée à la pinacothèque de Parme), elle s'organise autour d'une composition rigoureuse : les personnages, monumentaux, sont inclus dans un ovale et organisés selon deux diagonales. Liés par les regards, les mains et les formes qui s’emboîtent, ils donnent un mouvement ascendant, par paliers, qui tourne autour du Christ. La Vierge, livide, est très réaliste, ajoutant à la dramatisation de la scène ; mais le Christ bien dessiné, posé en pleine lumière, semble un peu idéalisé. Ce tableau exprime néanmoins fortement l’émotion et le drame.

#### LeCamerinoet la Galerie du palais Farnèse (1597-1602)

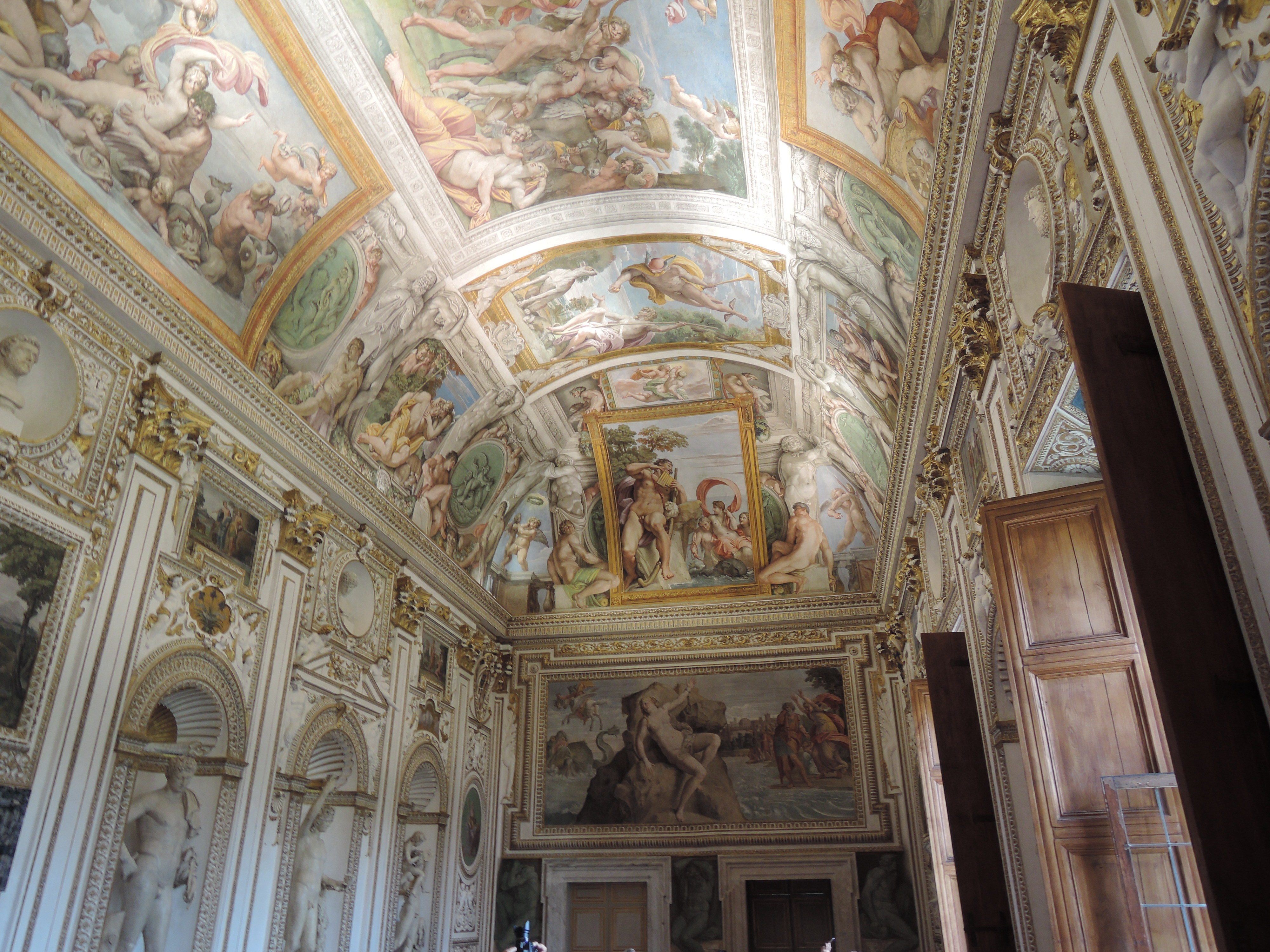
Galerie Farnèse

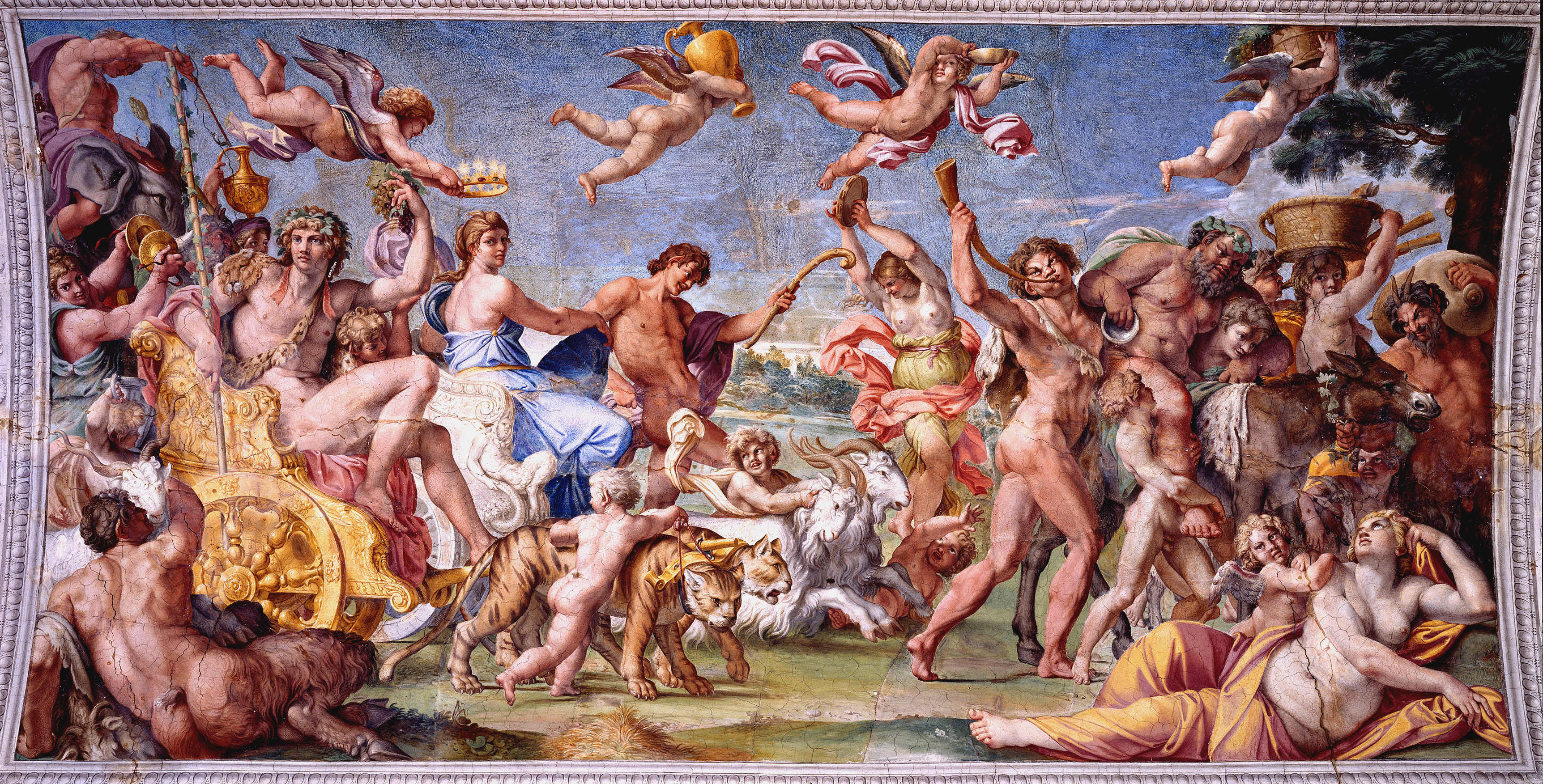
Le Triomphe de Bacchus et Ariane (vers 1600), fresque, panneau central de la galerie du palais Farnèse, Rome.

Toutefois, la grande œuvre d'Annibal Carrache à Rome est encore une fois un travail à fresque, à savoir le décor du Camerino et de la galerie du palais Farnese. La plupart des historiens d'art estiment d'ailleurs que cette galerie pose réellement le premier jalon de la peinture moderne.
L'iconographie de la galerie peut surprendre. En général, dans ce lieu d’honneur par excellence des demeures romaines, qu'est la galerie, on décore par de grands moments de la famille, ou des légendes héroïque servant de dithyrambe du commanditaire. Ici, cependant, est illustré un thème insolite, surtout dans le palais d'un cardinal la domination universelle de l'amour. Cette iconographie pourrait être liée au mariage entre le duc de Parme et Marguerite Aldobrandini en 1600, et devrait alors être considéré un peu comme un épithalame. Cependant, de nombreuses autres interprétations ont cours.
Plusieurs références peuvent être identifiées, comme Michel-Ange (Chapelle Sixtine) pour la monumentalité et Raphaël (Villa Farnesina) pour la grâce des nus féminins. De nombreux procédés illusionnistes, comme la « quadratura » (système proprement Bolonais, prolongeant l’espace réel par un espace fictif à dans les angles), ou le « quadririportati » (« tableaux rapportés », avec un cadre, donnant l’impression de toiles de chevalet accrochées) sont utilisées. De même, bien que tout soit entièrement peint, des hermès et des atlantes donnent l'illusion de stucs, les médaillons évoquent des bronzes, et l'accumulation d’éléments sur les parois comme les sculptures antiques situées dans des niches participent encore de l'illusion…
La bacchanale qui constitue le tableau central montre clairement plusieurs sources d'inspiration, telles que la bacchanale de Titien, les noces de psyché par Raphaël et des sarcophages antiques (qualités sculpturales, frise, fluidité, jeu de contraposto). On y note la présence d’humour et de sarcasme, comme dans les léopards un peu ridicules, et une complexité savante. Cette galerie inspirera fortement de nombreux peintres, comme Poussin et Rubens.

### Les Dernières années (1605-1609)
À partir de 1605, Carrache sombre dans la dépression, pour finalement mourir fou en 1609. Son Autoportrait, conservé au musée de l'Ermitage, marque son anxiété et ses doutes. Quelques œuvres majeures datent de cette période, comme la Fuite en Égypte conservée à la Galerie Doria-Pamphilj à Rome, qui constituerait la pièce maîtresse d'un groupe de six toiles (selon Aldobrandini). Le sujet religieux est inséré dans un paysage de campagne romaine, recomposé pour créer un équilibre et un dynamisme (eau, chêne). Ce tableau constitue ainsi une sorte de résumé de l’esthétique classique du « bel composto ».

## Liste non exhaustive des œuvres

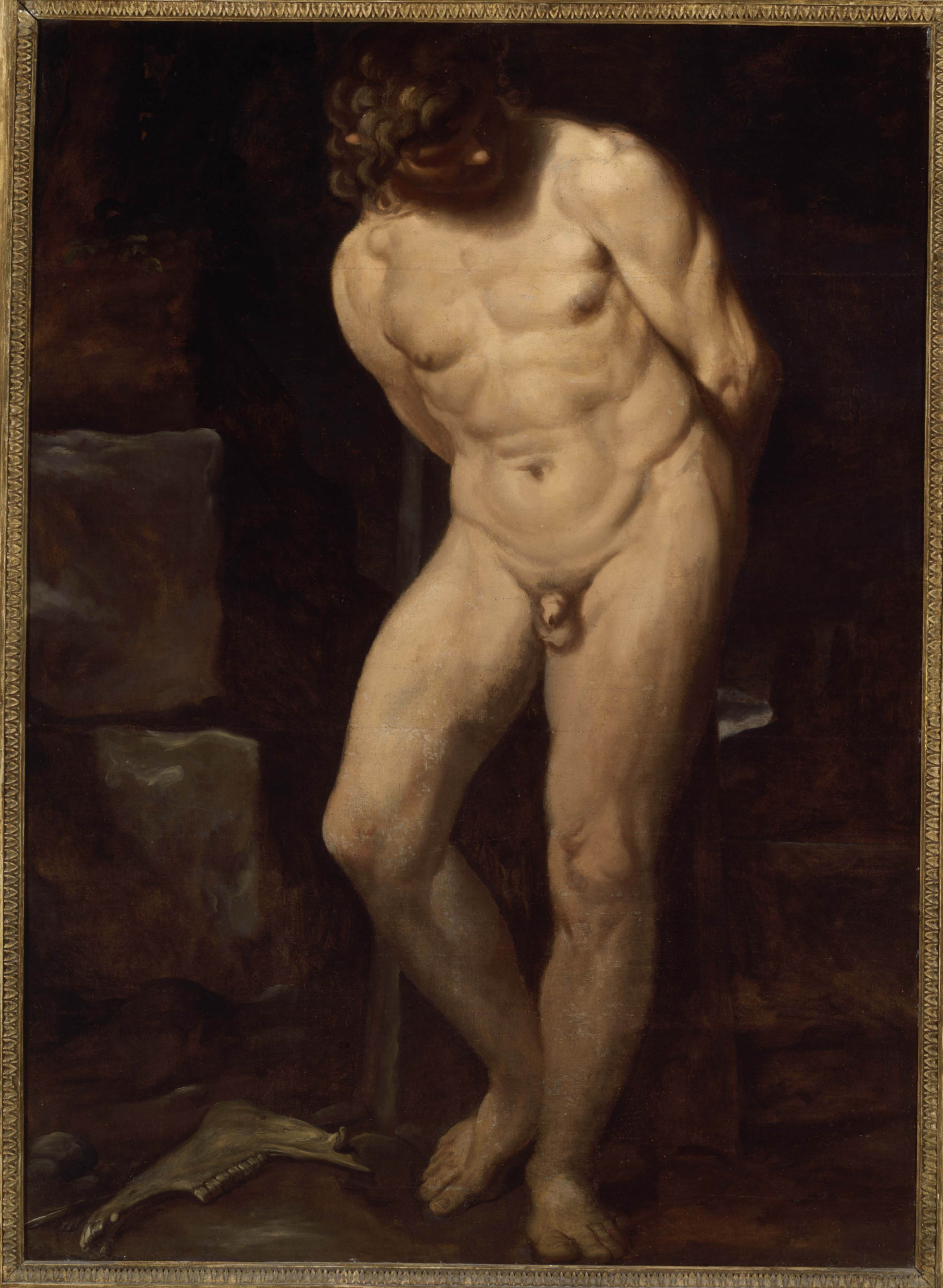
Samson enchaîné, vers 1594 – Galerie Borghèse, Rome.

Le catalogue des œuvres d'Annibale Carracci a été essentiellement systématisé de manière moderne par Donald Posner dans son étude fondamentale Annibale Carracci : A Study in the reform of Italian Painting around 1590 (Londres, 1971). Les Vies de Bellori constituent la source de loin la plus importante utilisée par Posner à cette fin. L'avancée des études démontre cependant que d'autres sources, peut-être sous-estimées jusqu'à présent (dont notamment la Felsina Pittrice de Malvasia, mais aussi de nombreux inventaires du XVIIe siècle) ont permis de retrouver des peintures d'Annibale jamais mentionnées par le biographe romain. Le catalogue des œuvres d'Annibale Carracci ne peut donc probablement pas encore être considéré comme définitif, car de nouveaux ajouts possibles ne peuvent pas du tout être exclus avec l'amélioration de l'exploitation de sources jusqu'ici sous-utilisées  .
On divise généralement la carrière d'Annibal Carrache en deux temps : celui de Bologne, jusqu'en 1595, puis celui de Rome jusqu'à sa mort en 1609.
- La Boucherie (années 1580), huile sur toile, 1,85 × 2,66 m, Christ Church College, Oxford
- Portrait d'homme tenant un crâne, ou Portrait du docteur Boissy, Annibale Carrache ou son entourage (vers 1580-1585 ?), 1,16 × 0,90 m, musée du Louvre, Paris
- Jeune Garçon buvant (vers 1582), huile sur toile, 56 × 43,8 cm, collection particulière, New York, New York, États-Unis
- L'Annonciation (vers 1582-1588), huile sur toile, 134,6 × 98,4 cm, collection Alana (acquisition 2013), Newark (Delaware), États-Unis[62]
- Crucifixion avec saints (1583), huile sur toile, 3,05 × 2,10 m, Église Santa Maria della Carità (Bologne) (en), Bologne
- Jeune Homme riant (1583), huile sur papier, Galerie Borghèse, Rome
- Le Mangeur de haricots (1583-1584), huile sur toile, 57 × 68 cm, Galerie Colonna, Rome
- Frise peinte, famille Carrache (1583-1584), fresque, Palais Fava, Bologne
- Le Baptême du Christ (1584), huile sur toile, église San Gregorio, Bologne
- Autoportrait avec son père et son neveu (vers 1585), huile sur toile, Milan
- Déposition avec la Vierge et les saints Claire, François, Madeleine et Jean (1585), huile sur toile, 374 × 238 cm, Galerie nationale de Parme
- Le Mariage mystique de sainte Catherine (1585-1587 pour le duc Ranuccio), huile sur toile, musée national de Capodimonte, Naples
- La Chasse (1585-1588), huile sur toile, 1,36 × 1,53 m, musée du Louvre, Paris
- La Pêche (1585-1588), huile sur toile, 1,36 × 1,53 m, musée du Louvre, Paris
- Le Jeune homme au singe (1585-1590), huile sur toile, 68 × 58 cm, Musée des Offices, Florence[3]
- Saint Francois (1585-90)- Galeries de l'Académie de Venise
- Vierge à l'Enfant et saint Mathieu (1588), huile sur toile, 3,84 × 2,55 m, Gemäldegalerie, Dresde
- Satyre (1588-89), huile sur toile, musée national de Capodimonte, Naples
- Décor du palais Magnani, famille Carrache (1588-1592), fresque, palais Magnani, Bologne
- Paysage (1590), huile sur toile, National Gallery of Art, Washington, DC, États-Unis
- Autoportrait de profil (années 1590), huile sur toile, Florence, galerie des Offices
- L'Assomption (vers 1590), huile sur toile, 1,30 × 0,97 m, musée du Prado, Madrid
- Paysage de rivière avec bateaux (vers 1590) - dessin, Cleveland Museum of Art, Cleveland
- Autoportrait de profil (années 1590), huile sur toile, galerie des Offices, Florence
- La Bacchante, ou Vénus, un satyre et deux amours (vers 1590), huile sur toile, 112 × 142 cm, Musée des Offices, Florence[3]
- Bacchus (vers 1590-91), huile sur toile, musée national de Capodimonte, Naples
- La Toilette de Vénus (1590-1595), huile sur toile, National Gallery, Washington
- Paysage avec personnages et bateau à voile près d'un estuaire (1590-1595) - dessin, National Gallery, Washington
- L'Apparition de la Vierge à saint Luc et à sainte Catherine (1592), huile sur toile, 4,01 × 2,26 m, musée du Louvre, Paris
- La Résurrection du Christ (1593), huile sur toile, 2,16 × 1,60 m, musée du Louvre, Paris
- La Vierge aux cerises (vers 1593), huile sur toile, 1,20 × 0,98 m, musée du Louvre, Paris
- Allégorie fluviale (1593-1594), huile sur toile, musée national de Capodimonte, Naples
- Le Couronnement de la Vierge (1595), huile sur toile, 118 × 141 cm, Metropolitan Museum, New York[63]
- Vénus et Adonis (vers 1595) - Huile sur toile, 2,17 × 2,46 m, Kunsthistorisches Museum, Vienne
- Vénus, Adonis et des amours (vers 1595) - Huile sur toile, 2,12 × 2,68 m, musée du Prado, Madrid
- Hercule au repos (1595-1597) - dessin, Cleveland Museum of Art, Cleveland
- Saintes femmes au tombeau (1595-1600), huile sur toile, 121 × 145 cm, musée de l'Ermitage, Saint-Pétersbourg[64]
- Camerino et galerie du palais Farnese, Annibal Carrache, sa famille et trois élèves (1595-1602) fresque, palais Farnèse, Rome
- Le Choix d'Hercule (1596), - huile sur toile, 167 × 273 cm, Musée Capodimonte de Naples
- Le Christ en gloire, avec saint Pierre, saint Jean l'Évangéliste, sainte Marie-Madeleine, Ermenegildo martyr et Odoardo Farnèse (1597), huile sur toile, 194 × 142 cm, Galerie Palatine, Florence[3]
- L'Adoration des bergers (1596-1598), huile sur toile, 103 x 85 cm, Musée des Beaux-Arts d'Orléans[65]
- Marsyas et Olympe (1597-1600) - huile sur toile, National Gallery, Londres
- Satyre (1597-1600) - dessin, National Gallery, Washington
- Silène cueillant des grappes de raisin (1597-1600) - décor d'un instrument à clavier, National Gallery, Londres
- Saint Jean Baptiste (1600-1610 ?), huile sur toile, 144,5 x 98,5 cm, Musée des Beaux-Arts d’Orléans[66]
- Renaud et Armide (1601) - huile sur toile, Musée Capodimonte de Naples
- Le Christ apparaissant à saint Antoine (1598), huile sur toile, National Gallery, Londres
- Pietà (1599-1600 pour Edouard Farnèse), huile sur toile, 156 × 149 cm, Musée National de Capodimonte, Naples
- Le Christ aux outrages (1599-1600 pour Edouard Farnèse)[67], huile sur toile, 60 × 69,5 cm, Pinacothèque Nationale, Bologne
- Hercule enfant étouffant les serpents (vers 1599-1600), huile sur toile, 16 × 15 cm, musée du Louvre, Paris
- Le Sacrifice d'Abraham (vers 1599-1600), 45 × 34 cm, musée du Louvre, Paris
- La Fuite en Égypte (1600), huile sur toile, diamètre 82,5 cm, musée de l'Ermitage, Saint-Pétersbourg
- L'Assomption de la Vierge (1600-1601), - huile sur toile, 245 × 155 cm, Chapelle Cerasi, église Santa Maria del Popolo, Rome
- Le Christ apparaissant à saint Pierre sur la voie Appienne (1601-1602 pour le Pape Clément VIII[68], - huile sur toile, 77,4 × 56,3 cm, National Gallery, Londres
- Pietà avec saint François et sainte Marie Madeleine (1602-1607), - huile sur toile, 2,77 × 1,86 m, musée du Louvre, Paris
- Vénus endormie avec des amours (1602-1603), - huile sur toile, 198 cm × 328 cm, Musée Condé, Chantilly
- Pietà (vers 1603), huile sur cuivre, 41 × 61 cm, Kunsthistorisches Museum, Vienne[69]
- Paysage avec La Fuite en Égypte (1603-1604), - huile sur toile, 122 × 230 cm, Galerie Doria-Pamphilj, Rome[70]
- Autoportrait (vers 1604), - huile sur bois, 42 × 30 cm, musée de l'Ermitage, Saint-Pétersbourg.
- Pietà (vers 1604) - huile sur toile, National Gallery, Londres
- Triptyque (1604-1605), huile sur cuivre et bois, 37 × 24 cm (panneau central), 37 × 12 cm (panneaux latéraux), Galerie nationale d'art antique, Rome
- Deux esclaves sous l'Hercule Farnèse, plume et encre brune, lavis brun. H. 0,286 ; L. 0,262 m. Cette feuille est préparatoire à la décoration de la galerie du palais ou du grand salon[71]
- La Naissance de la Vierge (1605-1609), 2,79 × 1,59 m, musée du Louvre, Paris
- Pietà (1606), huile sur toile, 92,8 × 103,2 cm, National Gallery, Londres
- La Noce de village, huile sur toile, 145 × 255 cm, Musée des Beaux-Arts, Marseille
- La Lapidation de saint Étienne, huile sur cuivre, 42 × 54 cm, musée du Louvre, Paris
- La Lapidation de saint Étienne, Annibale Carrache ou son atelier, huile sur toile, 51 × 67 cm, musée du Louvre, Paris
- Atlante, dessin à la sanguine, musée du Louvre, Paris
- La Cananéenne aux pieds de Jésus, huile sur toile, 255 x 196 cm[72], mairie de Parme (dépôt du musée de Capodimonte)[73].

### Attributions incertaines

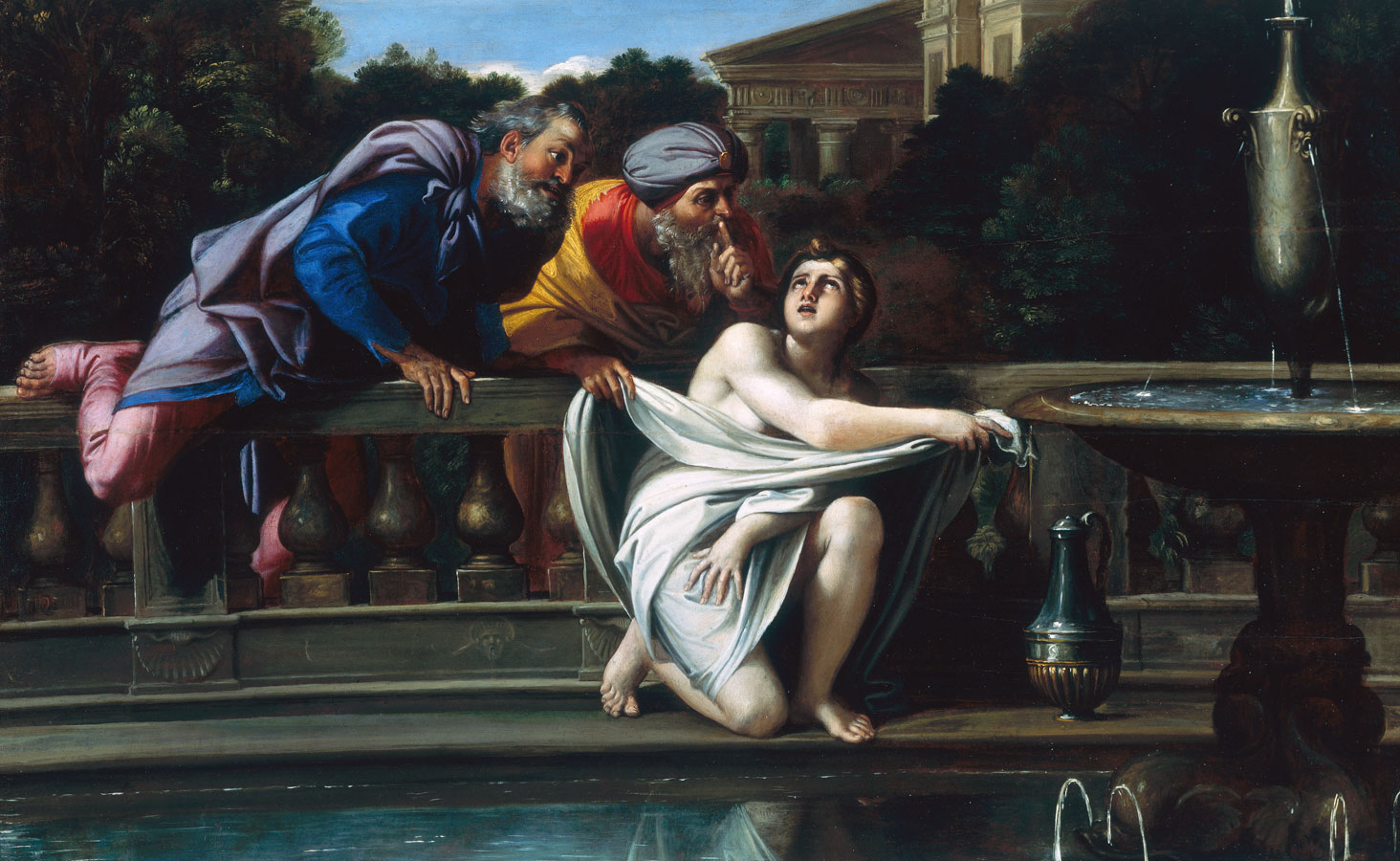
Annibale Carracci ou Le Dominiquin ?, Suzanne et les anciens, 1600-1605, Galerie Doria-Pamphilj, Rome.

En raison de la longue collaboration avec son cousin et son frère et du recours fréquent à la contribution de ses élèves, notamment au cours de ses dernières années à Rome, il existe certaines œuvres dont l'attribution à Annibale divise les critiques. Certaines peintures font l'objet de débats quant à savoir s'il s'agit d'un original d'Annibale ou d'une copie réalisée par un élève, tandis que dans d'autres cas, l'incertitude se situe entre Annibale et son cousin Lodovico.
Parmi les premières, on peut citer Susanne et les anciens à la Galerie Doria-Pamphilj  considérée principalement comme une copie du Dominiquin, mais attribuée par certains érudits à Annibale, ou une Adoration des bergers (Galerie nationale d'Écosse), également incertaine entre l'autographie d'Annibale ou une copie du Dominiquin.
La remarquable Flagellation du Christ du musée de la Chartreuse de Douai appartient au deuxième groupe, que certains chercheurs ont considéré comme l'œuvre d'Annibale Carracci, mais pour lequel l'idée de la paternité de son cousin aîné est désormais prévaut, ou la Flore de la Galleria Estense à Modène.
Des problèmes similaires existent également  entre Annibale et Agostino. Un exemple est Diane et Actéon à Bruxelles, dont l'attribution à l'un ou l'autre des frères fait l'objet d'opinions différentes.